# Fabio Fognini
Fabio Fognini, né le 24 mai 1987 à Sanremo, était un joueur de tennis italien, professionnel de 2004 à 2025. Il compte neuf titres en simple pour dix finales perdues, dont un Masters 1000 remporté à Monte-Carlo en 2019.
Il remporte également 8 titres en double (pour 12 finales perdues) dont l'Open d'Australie avec son compatriote Simone Bolelli, devenant l'un des deux premiers Italiens depuis le tandem Nicola Pietrangeli–Orlando Sirola en 1959 à gagner un titre du Grand Chelem. Le meilleur rang qu'il ait occupé en double à ce jour reste la 7e place mondiale, obtenue le 20 juillet 2015.
Son meilleur classement ATP en simple est la 9e place mondiale, obtenue le 15 juillet 2019. Il devient ainsi le troisième joueur italien de l'ère Open à atteindre le top 10 mondial, après Adriano Panatta et Corrado Barazzutti. De plus, il est le premier Italien à atteindre un quart de finale d'un tournoi du Grand Chelem, à Roland-Garros en 2011, depuis Davide Sanguinetti à Wimbledon en 1998.
Il est membre de l'équipe d'Italie de Coupe Davis et a permis à celle-ci d'atteindre les demi-finales de l'édition 2014, surclassée à ce stade du tournoi par la Suisse. Il est connu pour son jeu atypique ainsi que pour son tempérament fougueux et fantasque malgré une timidité apparente hors des courts.

## Biographie
Fabio Fognini est né le 24 mai 1987 à Sanremo, sur la Riviera italienne. Son père, Fulvio Fognini, est un homme d'affaires qui dirige sa propre entreprise et est passionné de tennis. Sa mère se nomme Silvana Audisio. Fabio Fognini vit en Italie avec les membres de sa famille à Arma di Taggia, dans la province d'Imperia en Ligurie. Il a une sœur, Fulvia, sa cadette de trois ans. Il parle couramment l'espagnol et maîtrise correctement l'anglais et le français.

## Carrière

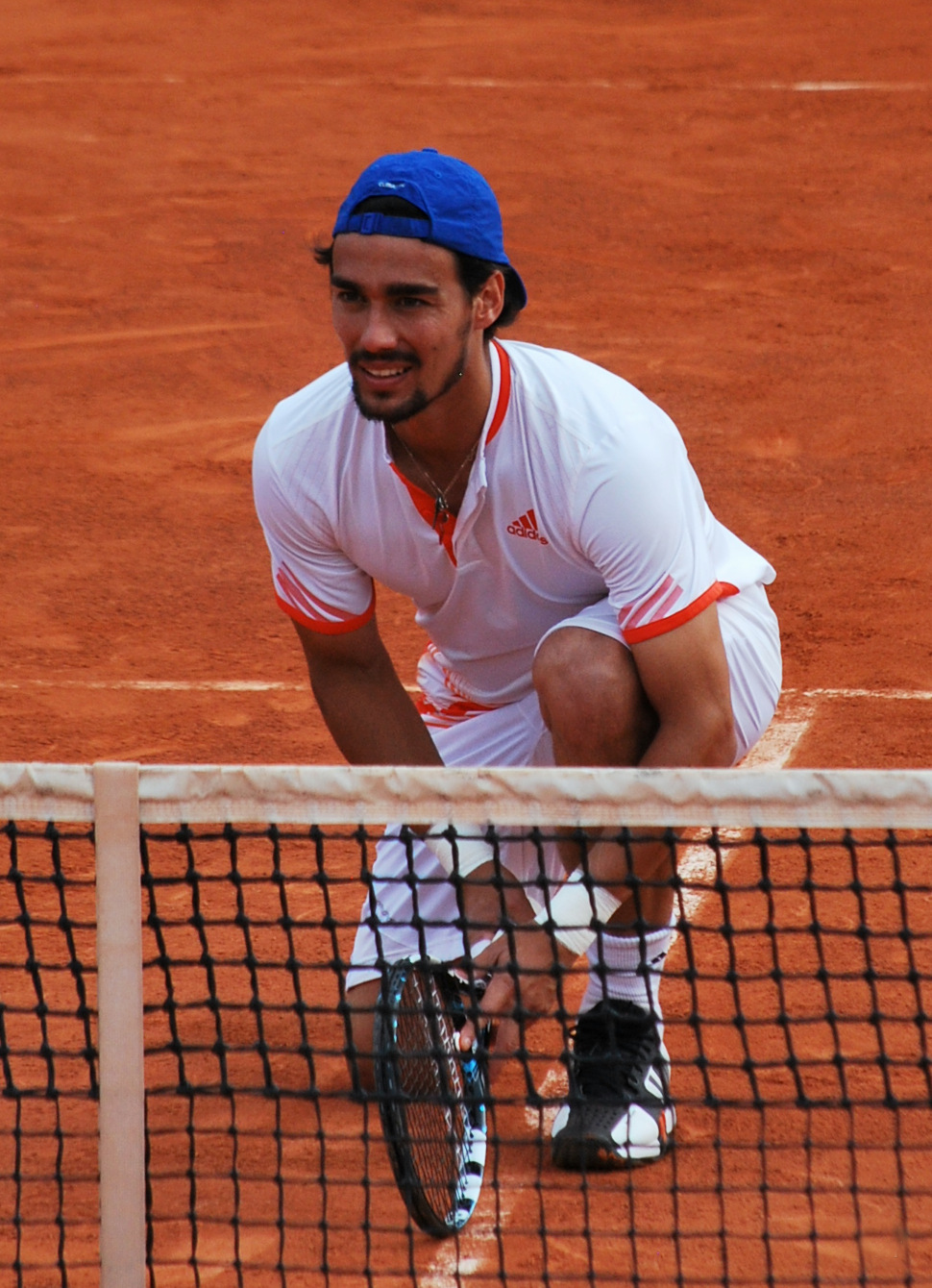
Fabio Fognini (2012)

### 1991 - 2003. Jeunes années
Fabio Fognini a commencé à jouer au tennis à l'âge de quatre ans. Il a fait ses premiers pas tennistiques au sein du club Amatori Tennis Armesi basé à Arma di Taggia, et il a été formé jusqu'à l'âge de quatorze ans par Massimiliano Conti, qu'il considère presque maintenant comme un grand-frère.
En tant que junior, Fognini se révèle comme l'un des meilleurs joueurs au monde parmi ceux qui sont nés en 1987. En effet, son meilleur classement combiné a été la huitième place mondiale, obtenue en mai 2004. En 2003, à quinze ans, il obtient à Vienne le titre de champion d'Europe dans la catégorie des moins de seize ans. Vainqueur de nombreux tournois ETA, ou European Tennis Association (classe de tournois européens appartenant à la catégorie junior), ainsi que de tournois ITF, son ratio de victoires/défaites en simple reste à ce jour 72-36 et 32-25 concernant le double.

### 2004 - 2006. Débuts en tant que professionnel
Fabio Fognini a remporté six tournois Challenger et trois tournois Future. Il compte également quatre autres finales (trois en Challenger et une en Future).

### 2010. saison difficile, peu de progrès enGrand Chelem
En 2010, Fabio Fognini atteint le troisième tour de Roland-Garros et le troisième tour de Wimbledon après des matchs accrochés remportés en quatre ou cinq sets. Ce sont des résultats assez encourageants qu'il n'a jamais réalisé auparavant puisqu'il s'inclinait généralement aux premiers avec quelques rares seconds tours, ce qui démontre sa relative difficulté à progresser de manière importante et significative sur le circuit après six années de présence. En fin de saison, il remporte trois tournois de type Challenger, dont deux en Italie.
Fabio Fognini commence son année avec des défaites aux premiers tours de l'Open de Doha, l'Open d'Auckland et l'Open d'Australie. Sur la terre battue de Costa Do Sauipe, il s'impose à l'issue des premiers matchs mais il est stoppé en quart de finale par Łukasz Kubot (3-6, 1-6). Il enchaîne ensuite des résultats peu satisfaisants avec des matchs perdus dès le premier tour du Tournoi de Buenos Aires, au premier tour de l'Open d'Acapulco 2010, au second tour du Masters d'Indian Wells et au premier tour du Masters de Miami.
Concernant la tournée sur terre battue entre les mois d'avril et de mai, il n'arrive toujours à passer les premiers tours de certains tournois, comme au Masters de Monte-Carlo, à l'Open de Barcelone, au Masters de Rome avec une défaite d'entrée face à Andreas Seppi (0-6, 3-6), au second tour de l'Open de Belgrade avec un match perdu face à Novak Djokovic (4-6, 4-6), au Masters de Madrid ainsi que l'Open de Nice.

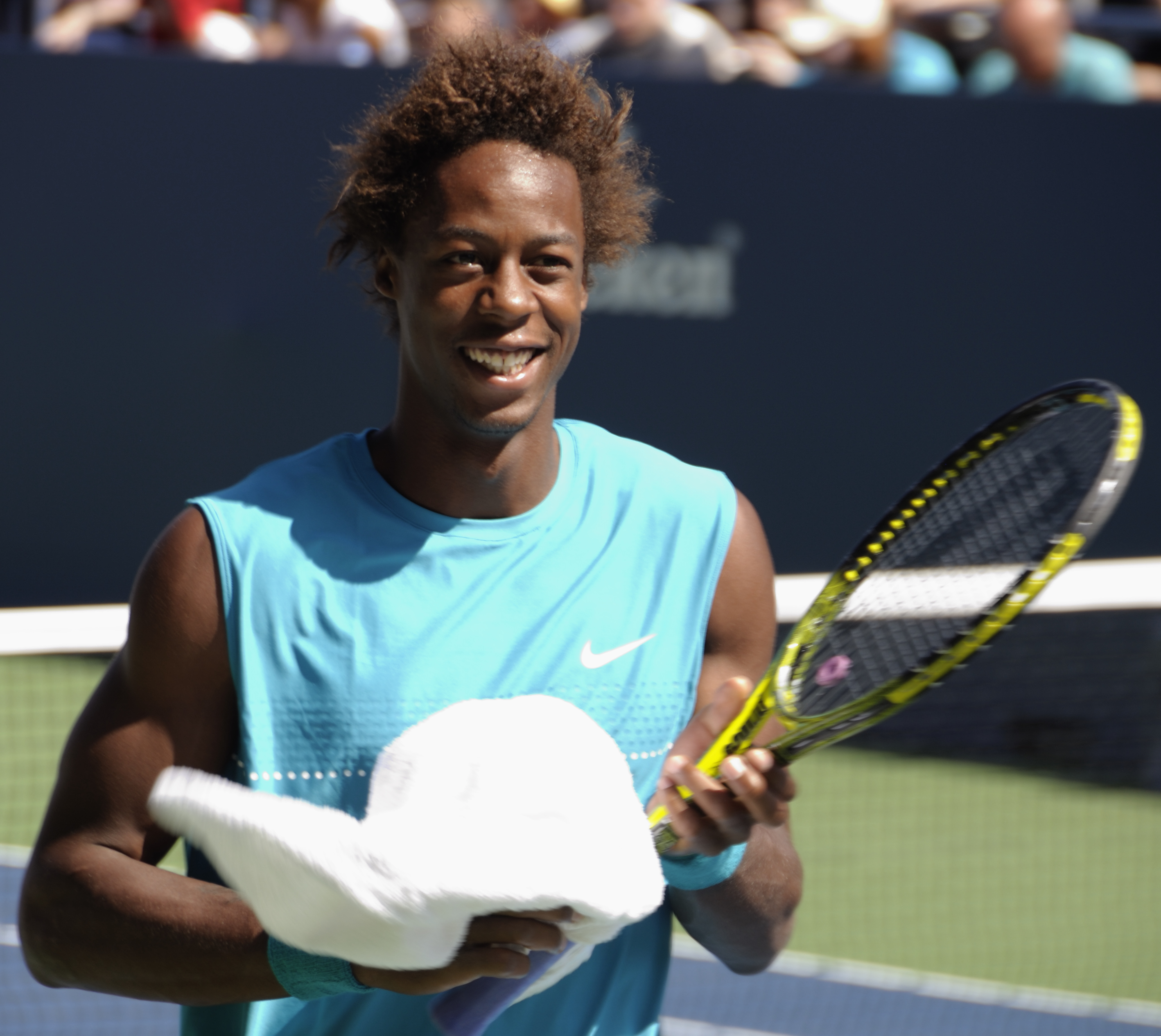
Gaël Monfils (2009).

L'Italien participe ensuite à Roland-Garros et entame bien son tournoi avec une victoire sur Nicolás Massú au bout de 3 h 34. Fognini élimine ensuite Gaël Monfils, no 15 mondial, au deuxième tour après une remontée de deux sets à zéro (2-6, 4-6, 7-5, 6-4, 9-7). Joué sur deux jours, ce match très épuisant physiquement a été interrompu dans la semi obscurité et devient ainsi le plus tardif de l'histoire du tournoi. Assez diminué physiquement, il est battu par Stanislas Wawrinka au troisième tour (3-6, 4-6, 1-6).
À Wimbledon il élimine au premier tour son premier joueur du top 10, Fernando Verdasco no 9 mondial sur le score de 7-69, 6-2, 66-7, 6-4, puis bat Michael Russell après une nouvelle remontée de deux sets à zéro 3-6, 5-7, 7-5, 7-66, 6-3 en un peu plus de quatre heures. Il perd au troisième tour contre Julien Benneteau en quatre sets (4-6, 1-6, 6-4, 3-6).
De retour sur terre battue, à l'Open de Suède de Båstad, il passe un tour puis s'incline face au 12e mondial David Ferrer (3-6, 5-7). Au tournoi de Hambourg, l'Italien bat au premier tour le 91e joueur mondial Rubén Ramírez Hidalgo (7-64, 6-4) et s'impose face à Marc Gicquel en deux sets (6-4, 6-4) au match suivant. Fognini est défait au troisième tour par son compatriote Andreas Seppi (4-6, 4-6) pour la quatrième fois d'affilée.

### 2011. quart de finale à Roland-Garros et premier titre en double
En 2011, Fabio Fognini alterne de bons et de mauvais résultats avec des défaites en quart de finale et des défaites précoces dès le premier tour ou deuxième tour dans plusieurs tournois. Cependant, il réalise au cours de cette saison le meilleur résultat en Grand Chelem de sa carrière en dominant son ami Albert Montañés au quatrième tour de Roland-Garros au bout de cinq sets. Blessé, cette victoire à l'arraché n'est pas sans conséquences puisqu'elle l'a rendu inapte à une participation pour les quarts de finale de ce même tournoi et pour les tournois suivants, notamment le tournoi de Wimbledon.

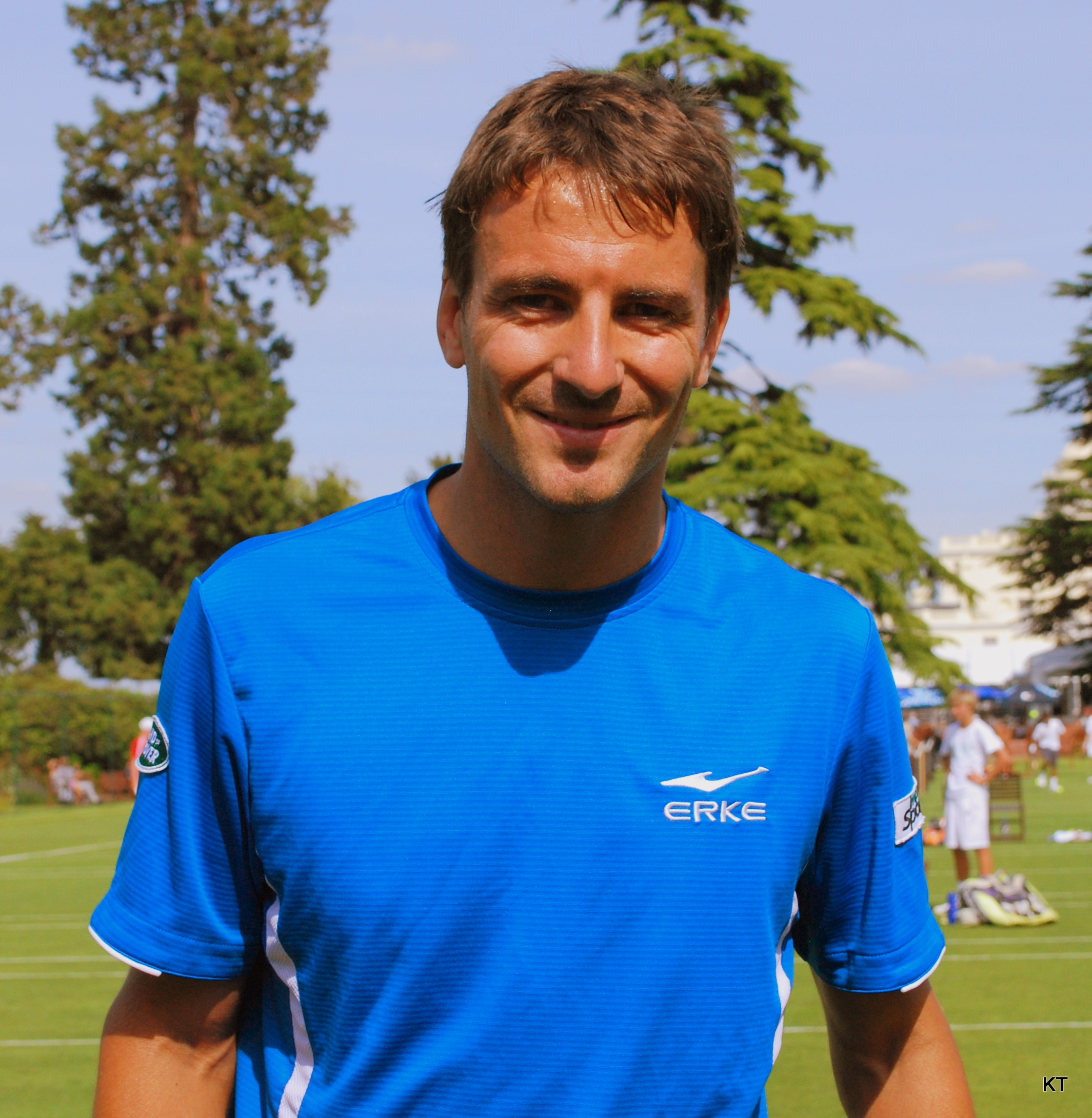
Tommy Robredo (2011), par deux fois, n'a laissé aucune chance à Fabio Fognini pour ce début de saison.

En janvier, Fabio Fognini entame assez mal sa saison puisqu'il s'incline aux premiers tours de l'Open de Doha, de l'Open d'Auckland et l'Open d'Australie respectivement face à Nikolay Davydenko, David Nalbandian et Kei Nishikori.
À l'Open du Chili, qui se déroule à Santiago, Fognini, tête de série no 7 à l'occasion de ce tournoi appartenant à la catégorie des ATP 250 Series, réalise une bonne performance en disposant au premier tour de Łukasz Kubot (7-66, 6-2), de Albert Ramos au second tour (3-6, 7-5, 6-4), puis du 31e joueur mondial Thomaz Bellucci (1-6, 6-2, 7-60) en quart de finale. En demi-finale, il est confronté à Tommy Robredo et s'incline au bout d'un match de trois sets qui est témoin d'une légère domination de l'Espagnol au service et au retour.
À l'Open du Brésil, il est battu une nouvelle fois par Tommy Robredo (3-6, 7-64, 3-6 en 2 h 31) dès le premier tour après un match un peu plus accroché que leur rencontre précédente. La semaine suivante, au tournoi de Buenos Aires, il s'impose tout d'abord face au Portugais Frederico Gil (1-6, 6-2, 6-2) puis il est défait par son ami Albert Montañés (2-6, 6-4, 4-6) au deuxième tour. À Acapulco, Fognini gagne d'entrée face à Máximo González (6-3, 6-4) avant de perdre face au 15e mondial Stanislas Wawrinka (7-5, 3-6, 5-7) en plus de deux heures de jeu. L'Italien s'incline au premier tour du Masters d'Indian Wells face à Nikolay Davydenko (7-5, 2-6, 4-6), au second tour du Challenger du Gosier en Guadeloupe, au premier tour du Masters de Miami contre Radek Štěpánek (3-6, 65-7) et au premier tour du Challenger de Barletta face à Andreas Haider-Maurer (3-6, 6-3, 3-6).
Fabio Fognini continue ensuite avec un assez bon résultat au Grand-Prix Hassan II en atteignant les quarts de finale, stoppé par Albert Montañés (61-7, 1-6) après une victoire sur Blaž Kavčič (1-6, 7-5, 7-5) au deuxième tour. Il atteint seulement le second tour au Masters de Monte-Carlo avec une défaite face à Viktor Troicki (3-6, 6-4, 4-6) à la suite d'une victoire sur Kevin Anderson (3-6, 6-2, 6-2) au tour précédent. Il abandonne par la suite au premier tour de l'Open de Barcelone contre son compatriote Simone Vagnozzi (6-2, 2-4 ab.) et enchaîne successivement des défaites en qualification du Masters de Madrid et aux premiers tours du Masters de Rome et de l'Open de Nice.

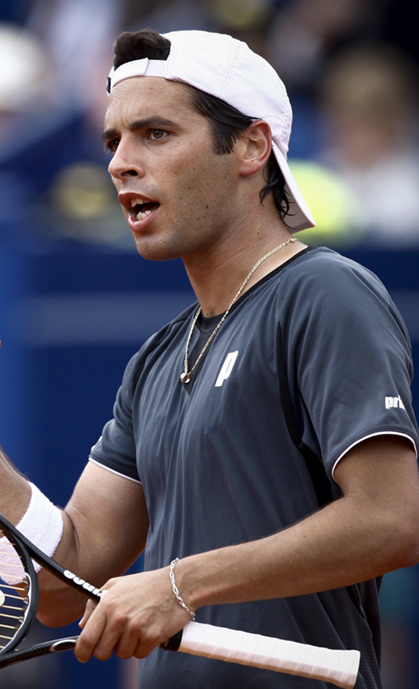
Albert Montañés (2009), adversaire contre lequel Fabio Fognini a joué un match surréaliste à la Porte d'Auteuil.

À Roland-Garros, Fabio Fognini bat Denis Istomin, Stéphane Robert puis Guillermo García-López lors des premiers tours. 
Il réalise ensuite sur le court Suzanne-Lenglen un nouvel exploit en arrachant une victoire en huitième de finale (4-6, 6-4, 3-6, 6-3, 11-9 en 4 h 22) face à un spécialiste de terre battue, Albert Montañés, en ayant une déchirure musculaire à la cuisse gauche survenue au cinquième set. Lors de ce match, s'étant relâché après cette blessure et l'intervention du kiné à 15-30 (8 jeux à 7 pour Montañes), il a fait de nombreux coups gagnants sans vraiment s'engager dans ses frappes, écartant notamment cinq balles de match et commettant également huit fautes de pied au service. Il faut aussi noter qu'il était mené 5-2 dans la dernière manche. Personne ne sait alors s'il jouait la comédie ou s'il souffrait vraiment. Après confirmation, Fognini, réellement blessé, doit déclarer forfait et laisser Novak Djokovic accéder à la demi-finale sans combattre. Montañés, qui a lui-même été perturbé par ce match marathon remporté par Fognini, a préféré esquiver le sujet en affirmant : 

« Qu’est-ce que vous voulez que je fasse ? Que je lui tape dessus ? Non, je lui souhaite bonne chance pour le prochain match. Je ne veux pas qu’on m’entraîne sur ce terrain. S’il a appelé le kiné, il y avait droit. S’il fait du cinéma, je n’en sais rien. »

 C'est la première fois depuis le début de l'ère Open qu'un joueur déclare forfait à un tour aussi avancé à Roland-Garros.
Ne s'étant pas remis de sa blessure contractée à Roland-Garros, Fognini déclare forfait pour le tournoi d'Eastbourne et au premier tour du tournoi de Wimbledon qui devait l'opposer à Milos Raonic. Il est donc remplacé par Marc Gicquel.
Il retourne à la compétition à l'issue du deuxième tour de la Coupe Davis durant lequel l'Italie est opposée à la Slovénie sur terre battue. Fognini remporte ses matchs de simple respectivement face à Grega Žemlja (1-6, 6-4, 6-4, 6-4) et Aljaž Bedene (6-2, 2-2 ab.). L'Italien perd ensuite aux deuxièmes tours du tournoi de Stuttgart et du tournoi de Hambourg contre Cedrik-Marcel Stebe et Jürgen Melzer.
C'est en juillet que Fognini, associé à Simone Bolelli, remporte son premier titre en double sur la terre battue de l'Open d'Umag face à Marin Čilić et Lovro Zovko. En simple, il domine successivement Rui Machado (6-4, 6-3), Olivier Rochus (6-4, 6-1), Potito Starace (3-6, 6-3, 6-1) mais il est stoppé en demi-finale par Marin Čilić (2-6, 2-6), 31e joueur mondial.

### 2012. Premières finales sur le circuit ATP
En 2012, associé à un nouvel entraîneur nommé José Perlas, Fabio Fognini réalise enfin des résultats prometteurs en atteignant les deux premières finales de sa carrière, à l'issue de matchs perdus durant lesquels l'Italien n'a pas su s'impliquer assez de manière à gêner ses adversaires sur le plan tennistique et mental surtout. À l'âge de vingt-cinq ans, il ne comptait toujours aucune finale et aucun titre même si son jeu lui permettait de briller sur le circuit ATP. 2012 constitue alors son premier pas vers un éventuel futur succès.

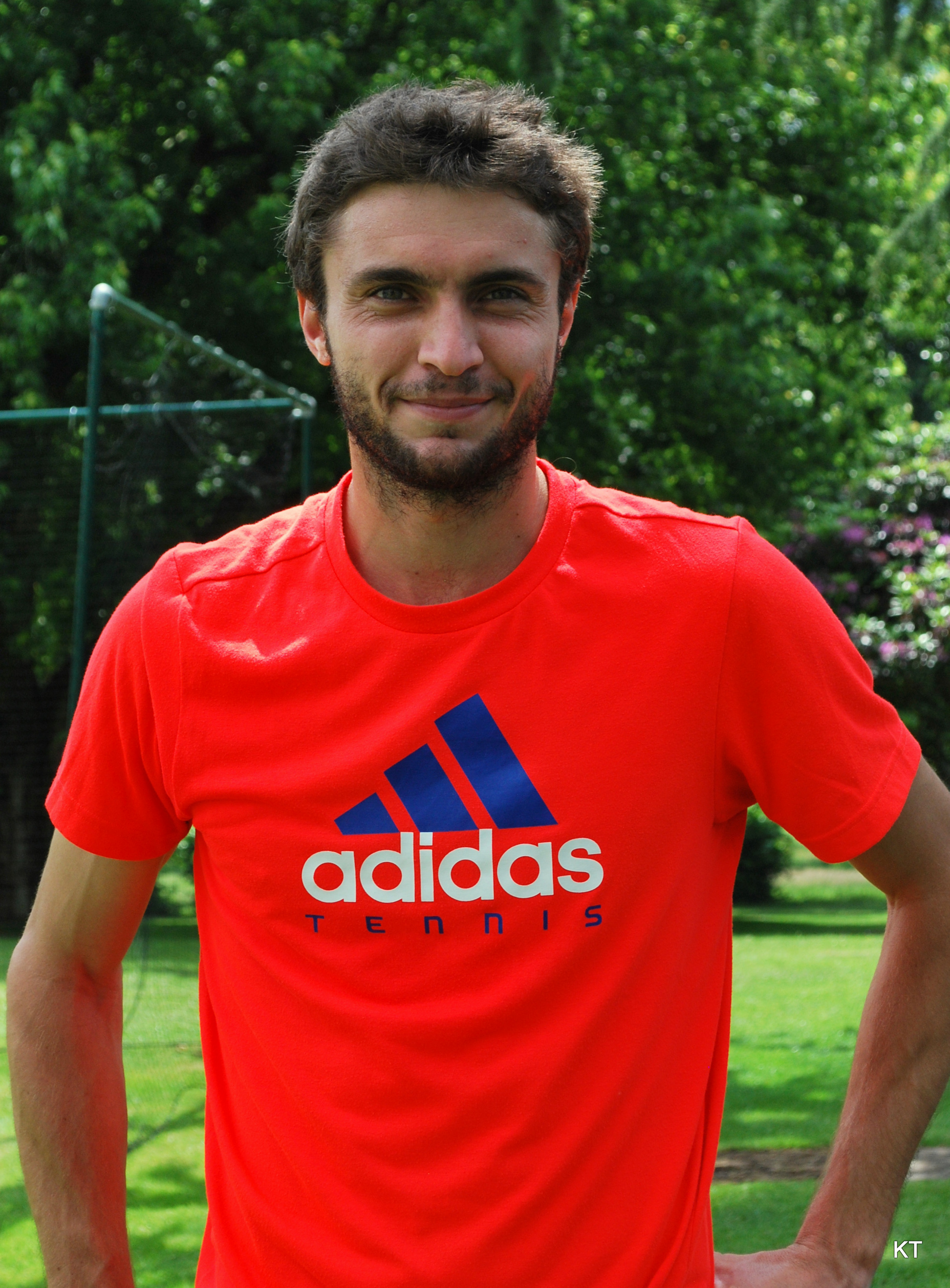
Gilles Simon (ici en 2012) a été l'adversaire de Fabio Fognini lors de la première finale de ce dernier.

Fabio Fognini commence sa saison pour préparer le premier Grand Chelem de l'année avec une participation à l'Open de Chennai, tournoi au cours duquel il est battu par Dudi Sela. Il joue ensuite au tournoi de Sydney où il passe un tour mais perd face à Richard Gasquet. En février, à l'Open d'Australie, il s'incline au premier tour face au Colombien Alejandro Falla au bout de 2 h 30 de match (3-6, 2-6, 6-3, 1-6).
Ayant perdu dix places au classement mondial (en passant de la 47e à la 57e place mondiale après sa défaite au premier tour de l'Open d'Australie et son absence aux tournois importants de la tournée américaine), l'Italien ne revient alors sur les courts qu'en avril en participant à un tournoi Challenger sur terre battue se jouant à Barletta, en Italie. Il ne parvient qu'au second tour, défait par le 305e joueur mondial Matwé Middelkoop.
Il s'incline ensuite au premier tour du Grand-Prix Hassan II et au deuxième tour du Masters de Monte-Carlo. À l'Open de Roumanie, tournoi de la catégorie des ATP 250 Series basé à Bucarest, Fabio Fognini remporte successivement des matchs accrochés contre João Sousa, Márcos Baghdatís, Andreas Seppi (6-4, 64-7, 6-4) (il s'impose pour la première fois en cinq confrontations contre Seppi) ainsi que le 450e joueur mondial Attila Balázs et atteint de fait la finale d'un tournoi sur le circuit majeur pour la première fois de sa carrière, perdue 4-6, 3-6 face à Gilles Simon. Fabio Fognini enchaîne consécutivement des mauvais résultats avec des défaites aux premiers tours de l'Open de Belgrade, du Masters de Madrid et de l'Open de Nice. Il a néanmoins passé un tour au Masters de Rome, tournoi précédent celui de Nice, avec une victoire sur Márcos Baghdatís suivie d'une défaite contre Marcel Granollers.

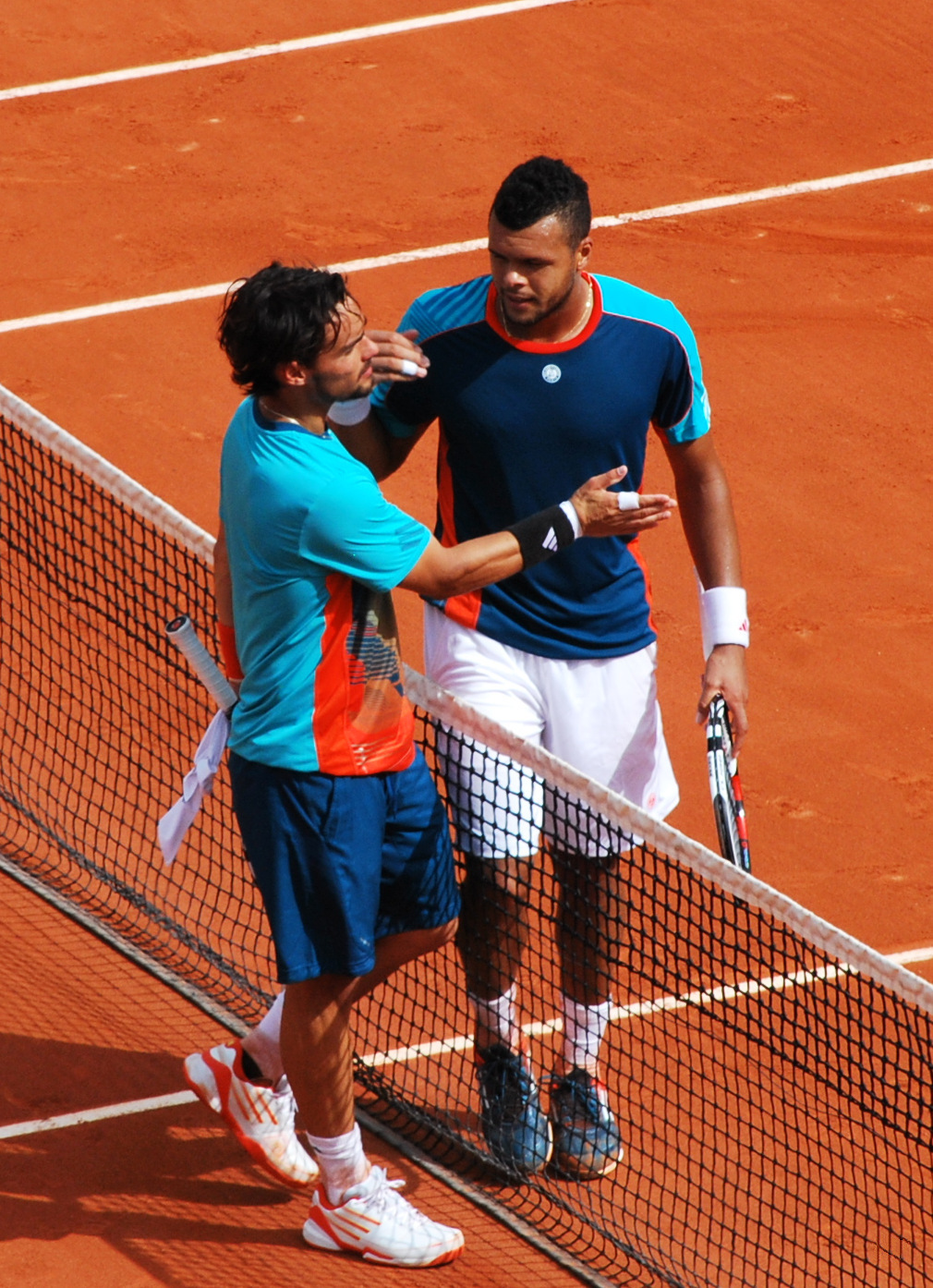
Jo-Wilfried Tsonga a failli se faire surprendre par Fabio Fognini à Roland-Garros en 2012.

En France, il bat au second tour de Roland-Garros le Serbe Viktor Troicki après un match en cinq sets joué sur deux jours à cause de la pluie durant lequel il a sauvé deux balles de match, puis il s'incline au tour suivant face à Jo-Wilfried Tsonga au terme d'un match assez étrange (l'Italien menant au score en « bluffant » le Français et perdant finalement chaque set). Tsonga affirme après le match que : 

« Le plus difficile, ça a été de rester dans le match. Il a l’habitude de toujours faire ça. En rentrant sur le court, je savais que je devais rester calme. Il ne faut pas rentrer dans son petit jeu, parce que ça peut devenir compliqué. »

En juin, Fognini bat Albert Ramos au premier tour du tournoi d'Eastbourne et s'impose ensuite au deuxième tour face à un espoir du tennis australien et 27e joueur mondial, Bernard Tomic. En quart de finale de ce même tournoi, il est stoppé par le futur vainqueur de l'édition, Andy Roddick, après un match de trois sets. À l'occasion du troisième tournoi du Grand Chelem de l'année, le tournoi de Wimbledon, il réussit son entrée en lice avec une victoire au premier tour sur le serveur-volleyeur français Michaël Llodra. Au deuxième tour, il est confronté pour la deuxième fois depuis 2007 au no 3 mondial de l'époque et futur vainqueur de l'édition, Roger Federer, contre lequel il ne montre que peu de résistance même en réalisant quelques coups gagnants de manière inattendue. Le Suisse domine Fognini dans tous les domaines de jeu, notamment au service avec un net avantage pour l'ancien no 1 mondial. Il s'incline 1-6, 3-6, 2-6 au bout d'un peu plus d'une heure de jeu.

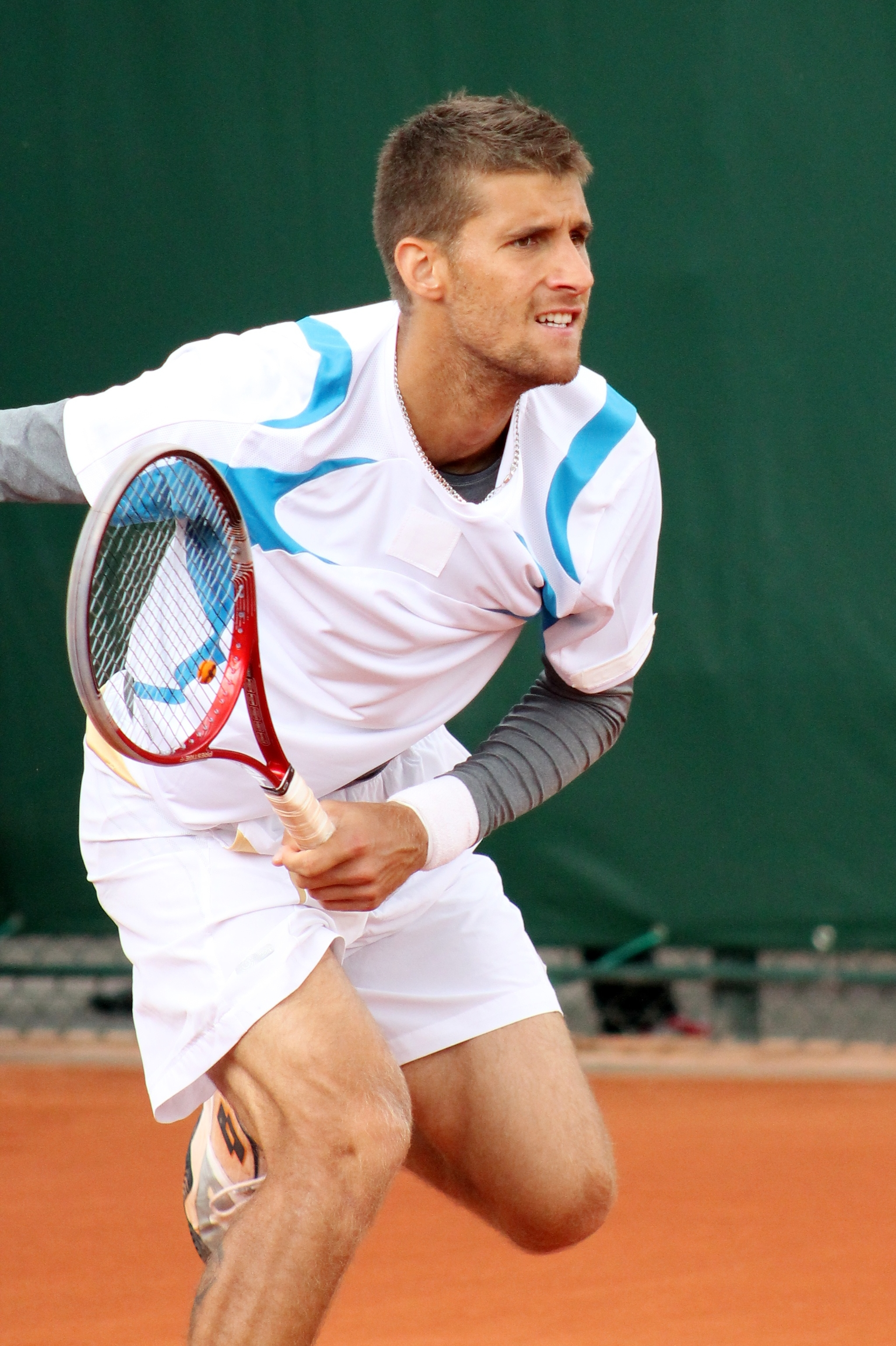
Martin Kližan (ici en 2013), en remportant le premier titre de sa carrière, a par la même occasion privé Fabio Fognini d'un éventuel premier titre lors de la seconde tentative de celui-ci.

Le mois suivant sur terre battue, Fognini commence par l'Open de Croatie Umag et atteint seulement le second tour, vaincu par Alexandr Dolgopolov (2-6, 4-6). Au tournoi de Hambourg, il remporte son premier match face à Marsel Ilhan puis il perd contre Philipp Kohlschreiber au tour suivant. Au cours du même mois, aux Jeux olympiques de Londres qui se jouent à Wimbledon, Fabio Fognini est convoqué à ce prestigieux événement sportif pour arborer les couleurs de son pays et tenter de remporter une médaille olympique. Ses espoirs ne sont qu'éphémères puisqu'il perd dès le premier tour face à Novak Djokovic (7-67, 2-6, 2-6).
En août, du fait d'un classement (66e) ne lui permettant pas d'intégrer directement le tableau final du Masters de Toronto, l'Italien est obligé de participer aux qualifications. Après avoir passé les qualifications à la suite d'une victoire dans la douleur sur Bobby Reynolds notamment, il s'impose également lors de son premier match face à Lu Yen-hsun (7-67, 5-7, 7-65). Son parcours dans ce Masters 1000 s'arrête au second tour car il est battu une nouvelle fois par le 18e mondial Philipp Kohlschreiber. Fognini rejoue des qualifications lors du tournoi suivant, le Masters de Cincinnati, et parvient à se qualifier pour le tableau final en remportant ses matchs face à Vasek Pospisil et Jérémy Chardy. Il s'incline au premier tour contre Florian Mayer. À l'US Open, Fognini s'impose d'entrée sur le score de 3-6, 5-7, 6-4, 6-4, 7-5 face au Français Édouard Roger-Vasselin. Au deuxième tour, il élimine Guillermo García-López en trois sets. Il rencontre alors Andy Roddick, dès lors no 22 mondial et jouant le dernier tournoi de sa carrière. L'Italien s'incline au terme d'un match intense de quatre sets (5-7, 61-7, 6-4, 4-6).
En septembre, il atteint une autre finale en indoor à l'Open de Saint-Pétersbourg, perdue face au Slovaque Martin Kližan (2-6, 3-6) en un peu plus d'une heure de jeu après des matchs remportés face à Tobias Kamke, Serhiy Stakhovsky, Roberto Bautista-Agut et Daniel Gimeno-Traver.
Par la suite, Fabio Fognini ne passe plus un tour pour cette saison 2012 avec des défaites aux premiers tours de l'Open de Chine, du Masters de Shanghai, de l'Open de Vienne, de l'Open de Valence et dès le premier match des qualifications au Masters de Paris-Bercy. Il termine alors à la 45e place mondiale en simple et à la 111e place en double.

### 2013. Victoires à Stuttgart et Hambourg, finale à Umag et demi-finale à Monte-Carlo
La saison 2013 est l'année la plus marquante pour Fabio Fognini puisque c'est durant celle-ci qu'il remporte consécutivement son premier titre sur le circuit ATP ainsi que son premier titre majeur dans la catégorie des ATP 500 Series. 2013 est aussi la saison où Fognini intègre pour la première fois de sa carrière le top 20 : en effet, même avec des résultats de fin d'année peu encourageants, il achève l'année à la seizième place mondiale et conserve sa place de no 1 italien.
Fabio Fognini commence l'année 2013 avec une défaite dès le premier tour face au Slovène Grega Žemlja à l'Open de Doha, au Qatar. Au tournoi de Sydney, il bat le 41e joueur mondial Grigor Dimitrov au premier tour avant de perdre contre Marcel Granollers au tour suivant. Fognini joue ensuite l'Open d'Australie, lors duquel il échoue à passer le premier tour en simple après une défaite face à l'Espagnol Roberto Bautista-Agut au bout de cinq sets et 2 h 29 de jeu (0-6, 6-2, 4-6, 6-3, 1-6). Cependant, en double, associé à son ami Simone Bolelli, il se hisse jusqu'en demi-finale pour la seconde fois de sa carrière après des victoires face à certaines paires spécialistes de double tels que les équipes Rohan Bopanna-Rajeev Ram et Mahesh Bhupathi-Daniel Nestor. En demi-finale, les Italiens sont battus par les frères Bob Bryan et Mike Bryan. Cette performance en double permet à la paire Fognini-Bolelli de monter de plus de cinquante places au classement.
Opposé à la Croatie au premier tour de la Coupe Davis, il remporte son match de simple face à Ivan Dodig ainsi que son match de double. Fabio Fognini enchaîne ensuite avec la tournée sud-américaine qui propose des tournois se jouant exclusivement sur terre battue et commence par l'Open du Brésil, où il s'incline d'entrée face au 92e joueur mondial Guido Pella. Au tournoi de Buenos Aires, après deux victoires successives, l'Italien est éliminé en quart de finale par le no 4 mondial David Ferrer.

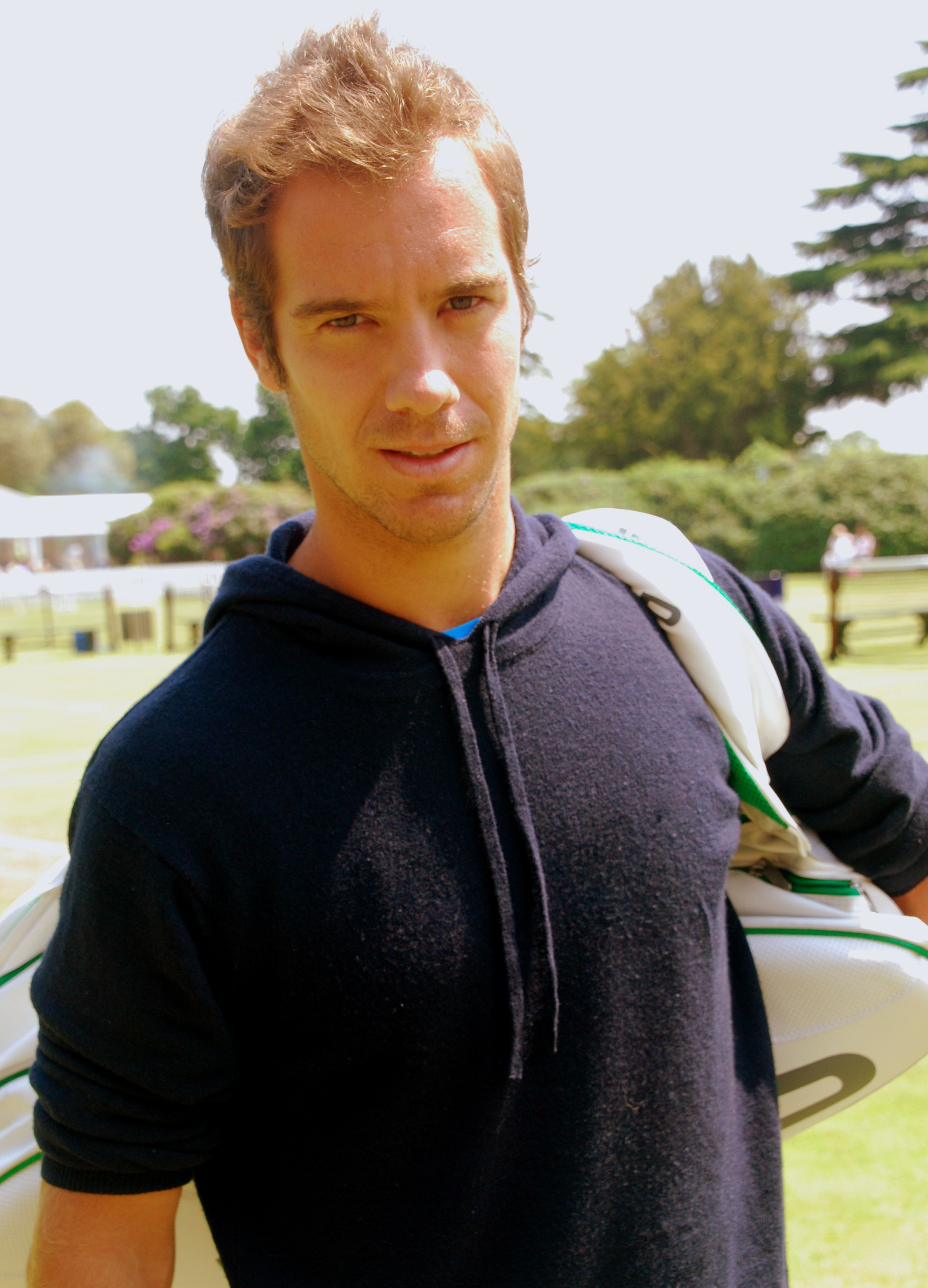
Richard Gasquet (2013).

Fin février, Fognini se qualifie pour les demi-finales à l'Open du Mexique à Acapulco en battant Santiago Giraldo puis s'incline face à David Ferrer au terme d'un match accroché de trois sets (3-6, 7-65, 1-6). Il est également intéressant de noter que l'Italien s'est défait de Stanislas Wawrinka (6-2, 7-63), tête de série no 4, au premier tour de ce même tournoi. Il participe une semaine plus tard au Masters d'Indian Wells et s'impose d'entrée face à Aljaž Bedene. Néanmoins, son parcours dans ce tournoi se termine au second tour puisqu'il est défait par le no 1 mondial Novak Djokovic (0-6, 7-5, 2-6) après avoir « survécu » au second set en sauvant une balle de match. Au Masters de Miami, Fabio Fognini est la 32e tête de série et ne joue donc pas le premier tour. À son entrée en lice, il remporte le match face à Michaël Llodra mais perd de nouveau contre David Ferrer. En quart de finale de la Coupe Davis, l'Italie est opposé au Canada, et lors de cette rencontre, il n'arrive pas à vaincre une nouvelle fois Milos Raonic (défaite 4-6, 6-74, 5-7) qu'il avait pourtant battu en demi-finale du tournoi d'exhibition de Kooyang en début d'année.

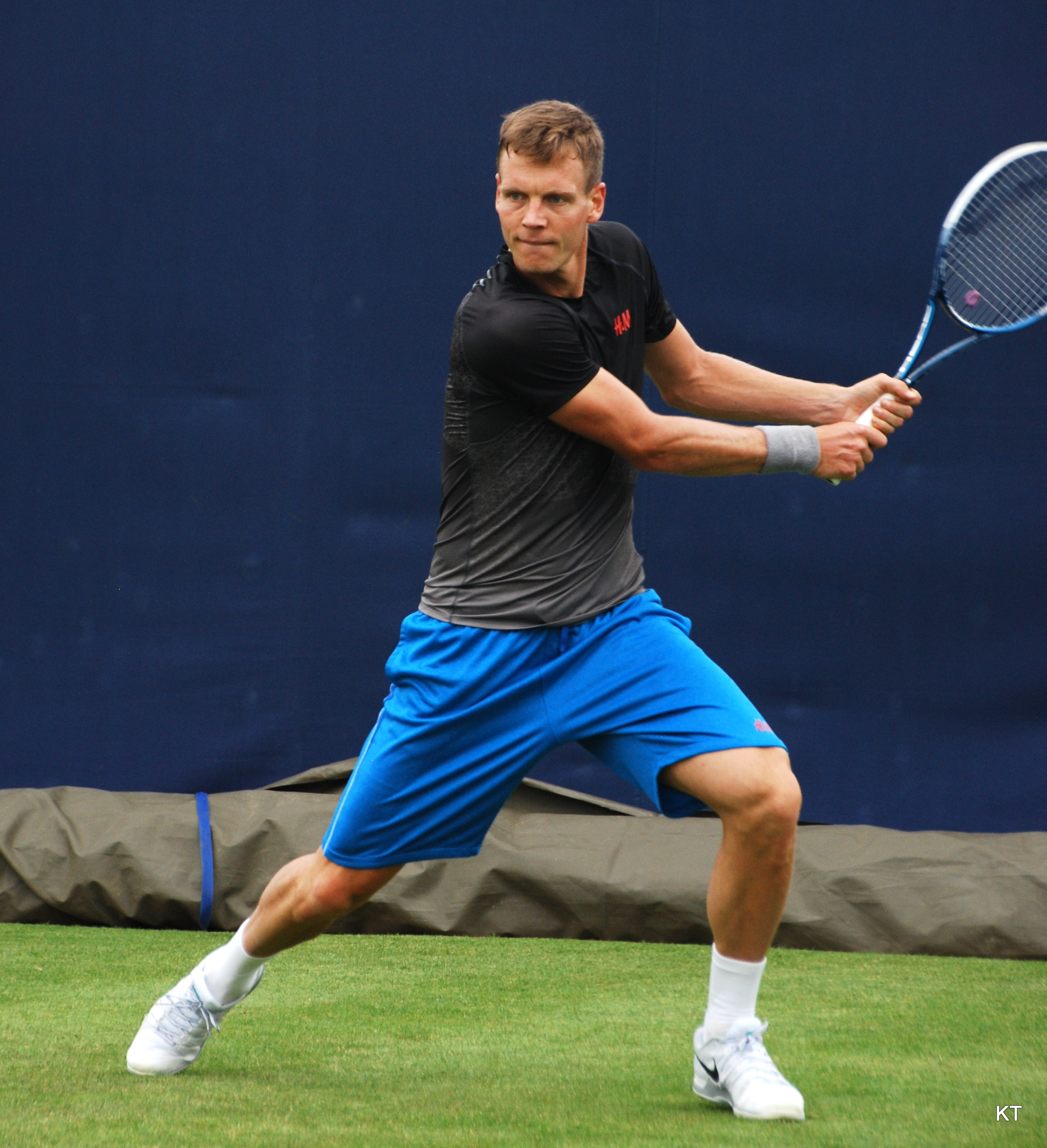
Tomáš Berdych (2013).

Au Masters 1000 de Monte-Carlo, encouragé par de nombreux supporteurs italiens, il bat les deuxième et troisième joueurs du top 10 de sa carrière, le no 6 mondial Tomáš Berdych (6-4, 6-2) en huitièmes de finale et le no 9 mondial Richard Gasquet (7-60, 6-2) en quart de finale. Il atteint pour la première fois les demi-finales de cette catégorie de tournois, mais s'incline ensuite 2-6, 1-6 face au numéro un mondial et futur vainqueur de l'édition, Novak Djokovic. Il atteint les quarts de finale à l'Open d'Estoril, le deuxième tour du Masters de Rome perdu face à Rafael Nadal, le second tour de l'Open de Nice perdu contre Gaël Monfils et ne passe pas le premier tour du Masters de Madrid en ayant pourtant eu trois balles de matchs en sa faveur au troisième set lors de son match face à Mikhail Youzhny (6-74, 6-2, 6-75).
À l'occasion de Roland-Garros, Fabio Fognini s'en sort au premier tour face au qualifié allemand Andreas Beck. Il enchaîne par la suite avec une victoire sur Lukáš Rosol au bout de quatre sets. Au troisième tour, il est de nouveau opposé au no 4 mondial Rafael Nadal, qui ne réalise que de très bons résultats depuis son retour sur le circuit après une blessure qui l'a écarté des courts pendant huit mois. Fognini reste très solide face à l'Espagnol et parvient même à l'emmener au tie-break lors du premier set qu'il perd non sans résistance. Finalement, l'Italien s'incline 65-7, 4-6, 4-6. Étant classé à la 29e place avant le début du tournoi et ayant fait le même résultat que l'année précédente, il rechute tout de même à la 31e place en conservant le même nombre de points.

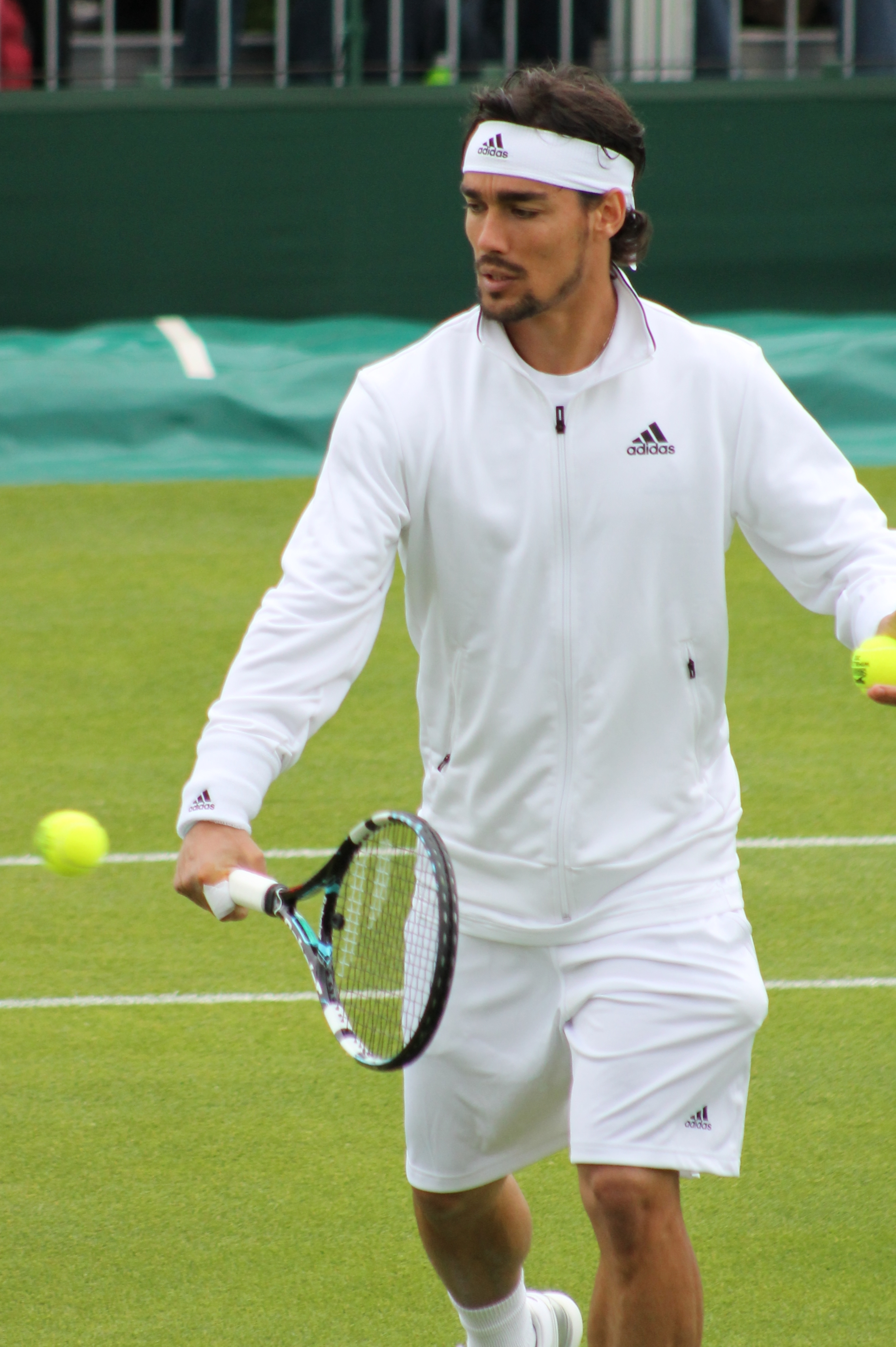
Fabio Fognini au tournoi de Wimbledon en 2013.

En guise de préparation sur gazon, il participe à l'ATP 250 d'Eastbourne. Au premier tour, il gagne face à Grega Žemlja ainsi que contre Martin Kližan au deuxième tour. Il s'incline finalement en quart de finale face à Ivan Dodig. À Wimbledon, il perd dès le premier tour face à l'Autrichien Jürgen Melzer (7-65, 5-7, 3-6, 2-6). Ayant joué sur un court ne possédant pas d'arbitrage électronique et étant de nature à discuter avec les arbitres pour montrer son mécontentement, il s'est notamment plaint en italien de manière théâtrale et assez comique d'un mauvais jugement arbitral, assurant avec conviction que sa balle avait rebondi sur la ligne de fond alors qu'il montait au filet.
En juillet, il remporte en Allemagne les deux premiers titres en simple de sa carrière sur terre battue, en disposant notamment de Tommy Haas (6-2, 6-4) puis en finale de Philipp Kohlschreiber (5-7, 6-4, 6-4) pour le tournoi de Stuttgart, puis de Nicolás Almagro (6-4, 7-61) et du qualifié argentin Federico Delbonis (4-6, 7-68, 6-2) au tournoi de Hambourg, non sans avoir sauvé trois balles de match contre ce dernier. La semaine suivante, lors de l'Open de Croatie, il bat en demi-finale Gaël Monfils (6-0, 3-6, 7-63), au terme d'un match riche en rebondissements. Dans le dernier set de ce même match, il menait notamment 5-0, mais il a ensuite enchaîné la perte de six jeux consécutifs, amenant le score à 5-6, moment critique où il a dû sauver trois balles de match pour finalement l'emporter au tie-break. Néanmoins, Fognini s'incline en finale contre Tommy Robredo (6-0, 6-3) au terme d'un match durant lequel il a commis de nombreuses fautes directes. À l'issue de cette série de résultats, il atteint à la 16e place au classement ATP — soit le meilleur rang en simple de sa carrière — et se préserve une infime chance de participer aux Masters de Londres de fin d'année. Ses premiers titres lui ont valu les félicitations d'un ami de longue date, Novak Djokovic.
Il enchaîne ensuite des défaites précoces au deuxième tour du Masters de Montréal, au premier tour du Masters de Cincinnati, au premier tour de l'US Open, au deuxième tour de l'Open de Saint-Pétersbourg par abandon (tournoi dont il avait atteint la finale en 2012).
À l'Open de Chine, il dispose de Tommy Robredo au terme d'un match accroché de trois sets au premier tour puis il bat également Lleyton Hewitt sur le score de 6-0, 6-2. En quart de finale, muni d'un jeu tout en puissance et en précision, il manque de peu de battre Rafael Nadal après avoir mené 6-2, 4-1 avant de perdre son intensité de jeu et de se faire remonter pour enfin s'incliner 6-2, 4-6, 1-6. Au Masters de Shanghai, il atteint les huitièmes de finale à la suite de victoires face à Paolo Lorenzi et Tommy Robredo. Il s'y incline face à Novak Djokovic, visiblement agacé de l'attitude non fair-play de Fognini durant un match qui s'est soldé par une poignée de main inhabituelle entre les deux joueurs bien que ceux-ci soient amis,.

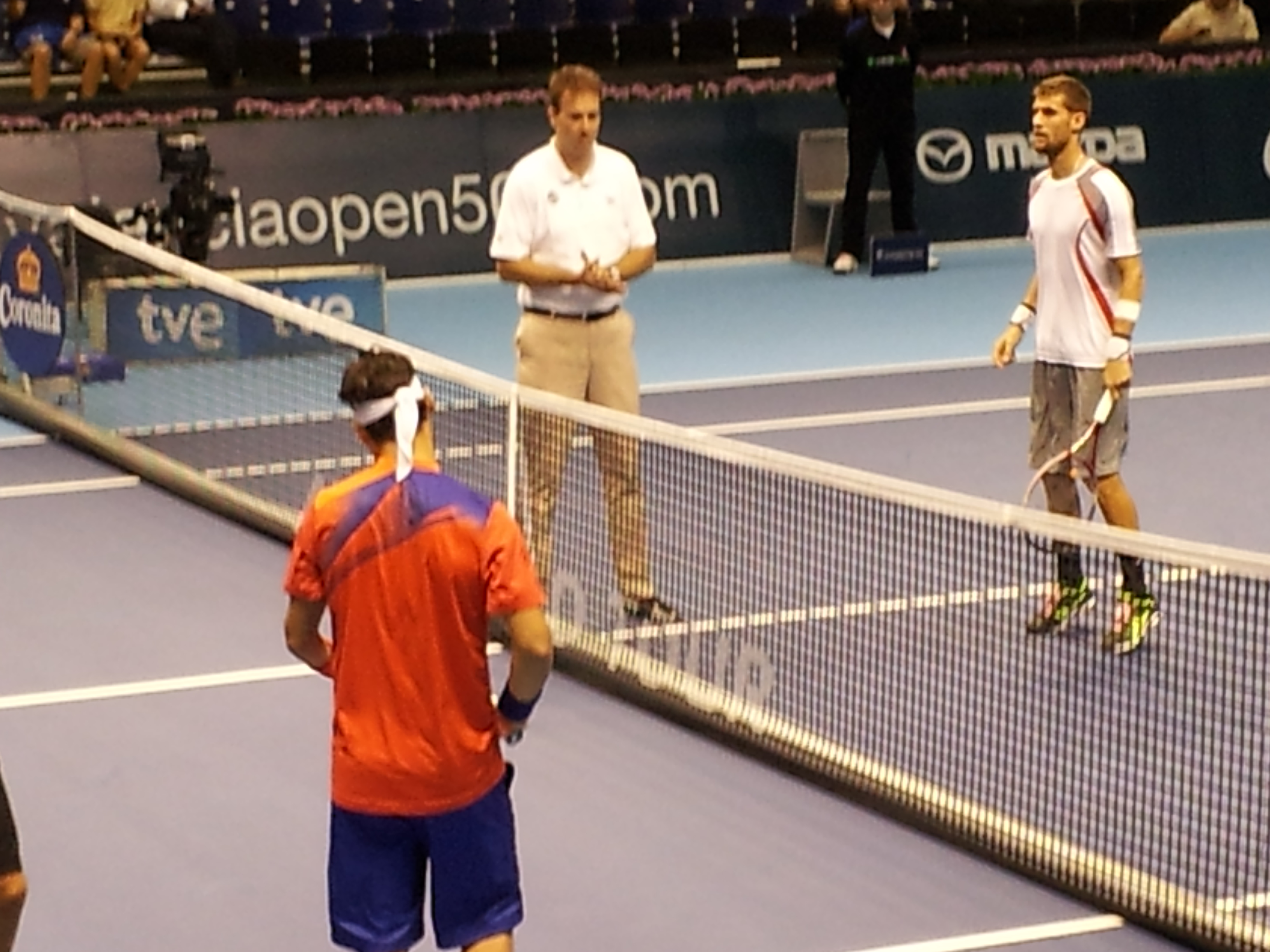
Fabio Fognini (de dos) lors de son match face à Martin Kližan (à droite) à l'Open de Valence en 2013.

À l'Open de Vienne, après avoir sorti Łukasz Kubot au deuxième tour, il est stoppé en quart de finale par Robin Haase, futur finaliste du tournoi. L'Open de Valence faisant partie des tournois importants en ce qui concerne la course pour le Masters, il ne parvient finalement pas à s'y qualifier du fait de sa défaite en quart de finale face à Nicolás Almagro.
Enfin, à l'occasion de son dernier tournoi de la saison, le Masters de Paris-Bercy, Fognini, dès lors tête de série no 18, s'incline dès son entrée en lice face au Bulgare Grigor Dimitrov en trois sets accrochés. En conférence de presse, il affirme avoir été victime de douleurs au dos depuis l'Open de Chine qui auraient influé sur sa performance lors de ce match tout en restant fair-play à l'égard de Dimitrov.
Pour la première fois de sa carrière professionnelle, l'Italien Fabio Fognini achève une saison avec un ratio positif de victoires (42 victoires pour 28 défaites). De fait, il est nommé pour le prix du « Joueur s'étant le plus amélioré en 2013 » par l'ATP World Tour Awards avec Pablo Carreño-Busta, Ivan Dodig et Stanislas Wawrinka. C'est finalement l'Espagnol qui l'emporte. Quant à ses classements de fin d'année, il termine à la seizième place mondiale concernant le simple et à la 36e place en double.

### 2014. Confirmation au sein dutop 20, finales à Buenos Aires puis Munich et 1/8 à l'Open d'Australie
L'année 2014 est une saison à « double tranchant » pour Fabio Fognini. En effet, l'Italien a montré qu'il était capable d'être régulier et d'enchaîner des victoires après une saison 2013 plus que satisfaisante, contrairement aux années antérieures. Malgré un bon commencement, avec notamment un premier huitième de finale à l'Open d'Australie, un titre à Viña del Mar et des finales à Buenos Aires et à Munich, Fognini a continué à montrer certaines faiblesses sur son jeu et surtout sur le plan mental, ce qui lui a coûté de nombreux matchs et d'éventuels titres, perdus alors qu'il avait parfois l'avantage. Ses résultats n'étant pas aussi fructueux que l'an passé, Fognini, dont les accès de colère se sont multipliés, a alors accumulé ses toutes premières amendes pour son comportement anti-sportif envers ses adversaires et les arbitres. 2014 est aussi l'année où il a atteint le meilleur classement de sa carrière, soit 13e mondial.
Fabio Fognini commence l'année sur dur avec l'Open de Chennai et perd par abandon dès son entrée en lice face à l'Indien Yuki Bhambri (1-6, 5-5 ab.) à cause d'une blessure à la cuisse gauche survenue pendant une séance d'entraînement. Malgré une bonne préparation, il affirme avoir essayé de rester dans le match mais la douleur a été telle qu'il n'a pas eu le cœur de continuer. Associé à Leander Paes en double, il déclare également forfait au premier tour. De fait, il est contraint de retourner en Italie pour faire un diagnostic précis sur sa blessure musculaire qui l'empêchera de participer au tournoi de Sydney,.
Fognini revient à la compétition deux semaines plus tard en participant une nouvelle fois à l'Open d'Australie à Melbourne. Aux premiers tours marqués par de fortes températures, il bénéficie de l'abandon d'Alex Bogomolov au bout de deux sets (6-3, 6-2 ab.) à la suite d'une blessure. Ensuite, pour son second match, l'Italien ne concède qu'un seul set face au Finlandais Jarkko Nieminen (7-5, 6-4, 3-6, 6-2). Il atteint de fait le troisième tour de ce tournoi du Grand Chelem pour la première fois de sa carrière, sa meilleure performance ici étant un second tour en 2009 seulement. Lors de ce troisième tour, il se défait de Sam Querrey, adversaire qu'il a également battu en double, après trois sets bien menés par Fognini malgré deux interruptions à cause de la pluie sur le Margaret Court (7-5, 6-4, 6-4). Enfin, au sein de la Rod Laver Arena, il s'incline sèchement face au no 2 mondial Novak Djokovic, quadruple vainqueur du tournoi, après un match de moins de deux heures durant lequel il a été très expressif sur le court et il n'a pas eu de balle de break (6-3, 6-0, 6-2),. Il engrange alors 170 points, qui s'ajoutent à ses 1 930 points actuels, et n'ayant eu que 10 points à défendre se hisse alors à la 15e place mondiale le 27 janvier 2014.
En huitième de finale de la Coupe Davis, l'Italie est opposée à l'Argentine. Fabio Fognini joue le deuxième match de la rencontre et s'impose 7-5, 6-2, 6-2 face à Juan Mónaco pour permettre à l'Italie de revenir à 1-1 à la suite de la défaite d'Andreas Seppi lors de son match contre Carlos Berlocq. Le lendemain, l'équipe italienne de double, composée de Fognini et de Simone Bolelli, remporte le troisième match face à la paire Eduardo Schwank et Horacio Zeballos (66-7, 7-68, 7-63, 6-4) et cette victoire ajoute donc un point à l'Italie (2-1). Enfin, le dimanche, Fabio Fognini conclut cette rencontre en remportant son match contre Carlos Berlocq en quatre sets (7-65, 4-6, 6-1, 6-4) et l'équipe d'Italie accède donc en quart de finale de la Coupe Davis.

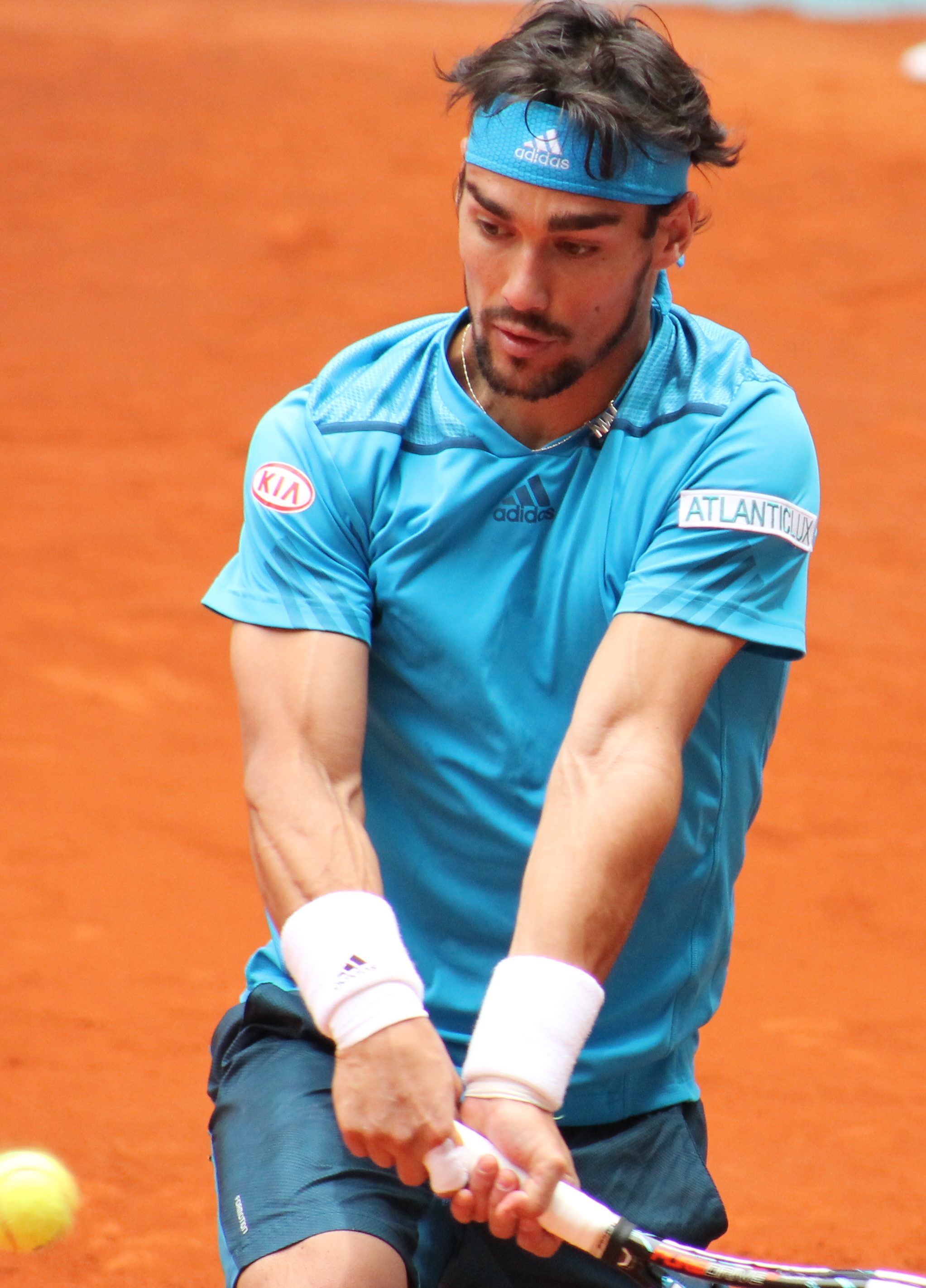
Fabio Fognini au Masters de Madrid en 2014.

La semaine suivante, à l'Open du Chili de Viña del Mar, il est pour la première fois de sa carrière tête de série no 1 sur le circuit principal. Ne jouant pas le premier tour, il s'impose d'entrée au deuxième tour contre Aljaž Bedene. En quart de finale, il bat le Français Jérémy Chardy en trois sets. Le match suivant, l'Italien est opposé à Nicolás Almagro, qui revient de blessure, et le domine au terme d'un troisième set intense qui s'est terminé au tie-break (6-4, 1-6, 7-65). En finale, il défait Leonardo Mayer (6-2, 6-4), joueur qui atteint pour la première fois de sa carrière la finale d'un tournoi et qui n'a pas su hausser son niveau de jeu pour gêner Fognini. Il ajoute alors un troisième titre à son palmarès et devient de fait le deuxième joueur non espagnol et non sud-américain à remporter l'Open du Chili après le Tchèque Sláva Doseděl en 1995.
L'Italien enchaîne ensuite avec le tournoi de Buenos Aires, un ATP 250 où il atteint la finale en s'octroyant des victoires successives sur Julian Rester, Leonardo Mayer (64-7, 6-3, 6-2), Pablo Andújar (6-4, 6-3) et Tommy Robredo (3-6, 7-5, 6-3). En finale, il chute de nouveau devant David Ferrer (4-6, 3-6), ce qui met fin à une série de huit victoires consécutives. À la première édition de l'Open de Rio de Janeiro, Fognini passe deux tours contre Aljaž Bedene (7-65, 0-6, 6-1) et Pablo Cuevas (7-61, 4-6, 6-3) avant de se faire sèchement éliminer par Alexandr Dolgopolov en quart de finale (1-6, 1-6).
Le 7 octobre, au Masters de Shanghai, dès le premier tour, il s'incline à la surprise générale face au Chinois Wang Chuhan, 553e joueur mondial (7-65, 6-4). Au cours de ce match, Fabio Fognini perd une fois de plus ses nerfs et adresse un doigt d'honneur au public chinois en quittant le court, ce qui lui vaut une amende de deux mille dollars infligée par l'ATP.

### 2015. Victoire en double à l'Open d'Australie; 1/8 à l'US Open, finale à Rio de Janeiro et Hambourg en simple et 3 victoires sur Rafael Nadal
Fabio Fognini commence la saison par une compétition mixte, la Hopman Cup, avec sa compagne Flavia Pennetta. Il perd ses trois matchs en simple, notamment contre le Tchèque Adam Pavlásek, 240e mondial. Ils se classent derniers de leur poule, avec une seule victoire en double mixte contre le Canada (Eugenie Bouchard–Vasek Pospisil), en neuf matchs.

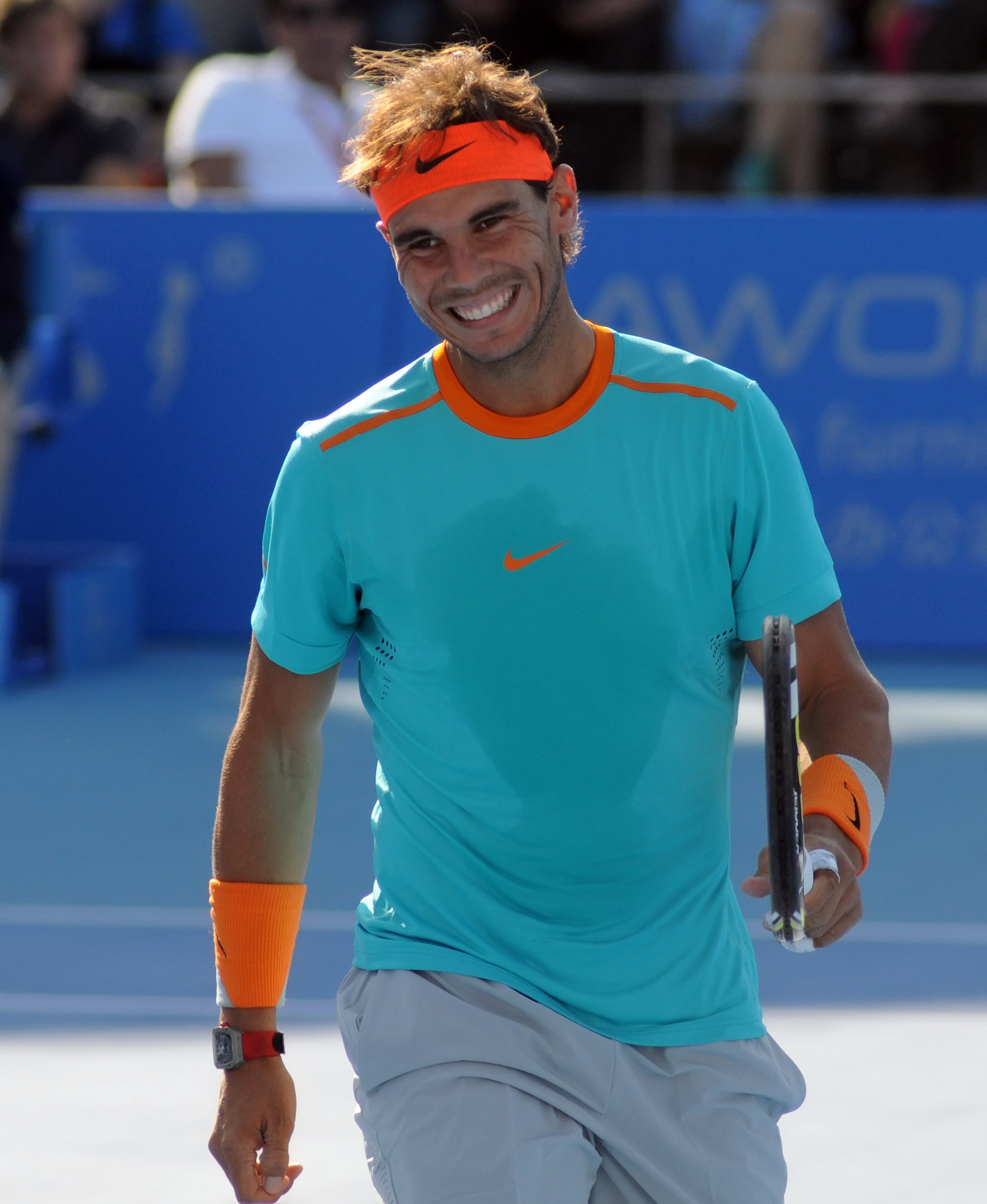
Rafael Nadal (2014).

Alors huitième de finaliste en simple à l'Open d'Australie l'année précédente, il perd dès le premier tour contre le Colombien Alejandro González, 109e mondial. Cependant, il réalise un excellent parcours en double avec son partenaire Simone Bolelli en atteignant la finale après avoir battu les 6e têtes de série Jean-Julien Rojer et Horia Tecău en demie. En finale, il s'impose face à la paire française Pierre-Hugues Herbert et Nicolas Mahut (6-4, 6-4). Il remporte son premier Grand Chelem en double. Ce sont les premiers Italiens à s'imposer en double messieurs à Melbourne et seulement la seconde paire italienne à s'imposer dans un tournoi du Grand Chelem après la paire Nicola Pietrangeli–Orlando Sirola en 1959 à Roland-Garros.
À l'Open de Rio de Janeiro, Fognini se hisse jusqu'en finale après des matchs très serrés. En effet, il ne passe pas loin de la sortie dès le premier tour contre Jiří Veselý, après avoir écarté trois balles de match avant de s'imposer en trois sets, puis en quart contre Federico Delbonis dans un match haletant à suspense, mais de faible qualité, bouclé en 3 h 17 de jeu. En demi-finale, il affronte le tenant du titre et la tête de série no 1 Rafael Nadal. Il s'impose face à l'Espagnol sur le score de 1-6, 6-2, 7-5 dans un match de plus de deux heures. L'Italien restait sur quatre défaites consécutives face à l'ancien no 1 mondial. Il s'agit également de sa première victoire face à un membre du top 5 lors de sa 24e tentative. Tous deux ont joué un match à suspense durant lequel Nadal a fini au bord des crampes en fin de rencontre. En finale, Fognini perd face à David Ferrer en un peu plus d'une heure (2-6, 3-6), diminué par ses matchs précédents et à la suite de nombreuses fautes directes. La semaine suivante, au tournoi de Buenos Aires, il doit défendre son résultat de la saison précédente, c'est-à-dire la finale. Exempté de premier tour grâce à son classement, il échoue néanmoins dès son premier match face au joueur local Carlos Berlocq.
La tournée américaine est une catastrophe avec deux éliminations précoces d'entrée de tournoi dès le deuxième tour, perdant contre le Français Adrian Mannarino à Indian Wells et face à l'Américain Jack Sock à Miami.
De retour sur la terre battue à Barcelone, il bat au deuxième tour le jeune espoir Russe Andrey Rublev difficilement (3-6, 6-4, 6-1). Avant d'affronter en huitième l'octuple vainqueur du tournoi, Rafael Nadal 4e mondial, qu'il bat en deux heures de jeu : 6-4, 7-66, dans un match d'abord équilibré dans le premier set, puis décousu dans le dernier. C'est sa deuxième victoire consécutive sur Nadal et sur terre battue qui plus est, s'offrant un quart de finale jouable. Cette victoire lui permet de rentrer dans deux cercles très fermés : cinq joueurs ont déjà battu Nadal sur terre battue au moins deux fois dans leur carrière et surtout, Fognini n'est que le deuxième à y parvenir deux fois dans la même saison. Lors du Masters de Rome, il bat Steve Johnson en deux sets et bat en huitième le Bulgare Grigor Dimitrov, 11e mondial, 7-69, 4-6, 6-0, dans un match rempli de suspense. Il perd seulement face à Tomáš Berdych en trois sets assez accrochés où il avait ses chances.
Fin juillet, il dispute le tournoi de Hambourg et arrive en finale en ayant eu un niveau de jeu satisfaisant. En finale, il affronte pour la troisième fois de l'année Rafael Nadal, mais il perd sur le score de 5-7, 5-7 dans une rencontre à suspens marquée par une embrouille entre les deux joueurs.
Il commence très mal sa tournée américaine, en s'inclinant dès le premier tour du Masters 1000 de Montréal face au Français Gaël Monfils (6-3, 6-1) et à celui de Cincinnati face à l'Australien Thanasi Kokkinakis (4-6, 6-2, 6-3). Tête de série no 32 de l'US Open, il passe le premier tour en battant l'Américain Steve Johnson (2-6, 6-3, 6-4, 7-62) pourtant bon sur dur. Au second tour, il se défait ensuite de l’Uruguayen Pablo Cuevas (6-3, 6-4, 6-4). Au troisième tour, il crée la sensation en battant la tête de série no 8 et ancien numéro 1 mondial, l'Espagnol Rafael Nadal dans un match marathon de 3 h 46 et en 5 sets (3-6, 4-6, 6-4, 6-3, 6-4). Mené 2 sets à zéro, Fognini a incontestablement joué son meilleur tennis pour se défaire de Rafa et empocher ainsi les 3 dernières manches, infligeant notamment à l'Espagnol 70 coups gagnants. Il prend par la même occasion sa revanche sur celui qui l'avait battu un mois plus tôt, en finale du tournoi ATP de Hambourg. Fognini a été sans conteste la bête noire de Nadal au cours de cette année 2015 : en 4 confrontations, l'Italien en a gagné 3, sa seule défaite étant lors de la finale du tournoi d'ATP de Hambourg. À noter également qu'avec cette victoire, il empêche l'Espagnol de glaner un tournoi du Grand Chelem cette année, une grande première depuis 11 ans. Cependant, en huitième de finale, il s'incline face à un autre Espagnol, Feliciano López, en 3 sets (6-3, 7-65, 6-1).
Pour la tournée asiatique, à l'Open de Chine, il réalise un bon tournoi en battant notamment David Goffin top 20 (6-2, 2-6, 6-2) et se qualifie pour la demi-finale mais perd (7-5, 6-3) face à Nadal. Il enchaîne avec le Masters de Shanghai où il perd au second tour face à Kevin Anderson. De retour en Europe, il participe à l'Open de Vienne où il perd en quart de finale contre David Ferrer puis à l'Open de Valence où il perd son premier match face au qualifié Mischa Zverev. Il termine sa saison au Masters de Paris où il s'incline dès son entrée en lice face à Bernard Tomic.

### 2016. Victoire à Umag
Fabio Fognini commence sa saison 2016 par le tournoi d'Auckland, où il est tête de série no 6. Au premier tour, il bat le Portugais João Sousa en 3 set (6-4, 2-6, 7-63). Il se défait ensuite du jeune Néerlandais issu des qualifications Thiemo de Bakker de manière expéditive (6-1, 6-1). Son parcours s'arrête en quarts, ou il est défait par Jo-Wilfried Tsonga (7-5, 7-64).
À l'Open d'Australie, où il est tête de série no 20, il se fait sortir dès le premier tour, comme l'année précédente, par le Luxembourgeois Gilles Müller en 4 tie-breaks. En double avec son compatriote Simone Bolelli, où ils sont tête de série no 5 et les tenants du titre, la paire passe le premier tour face à la paire Rameez Junaid - Mikhail Kukushkin (7-61, 3-6, 6-3) puis s'incline face à la paire française et futurs demi-finalistes Adrian Mannarino - Lucas Pouille (7-65, 6-4).

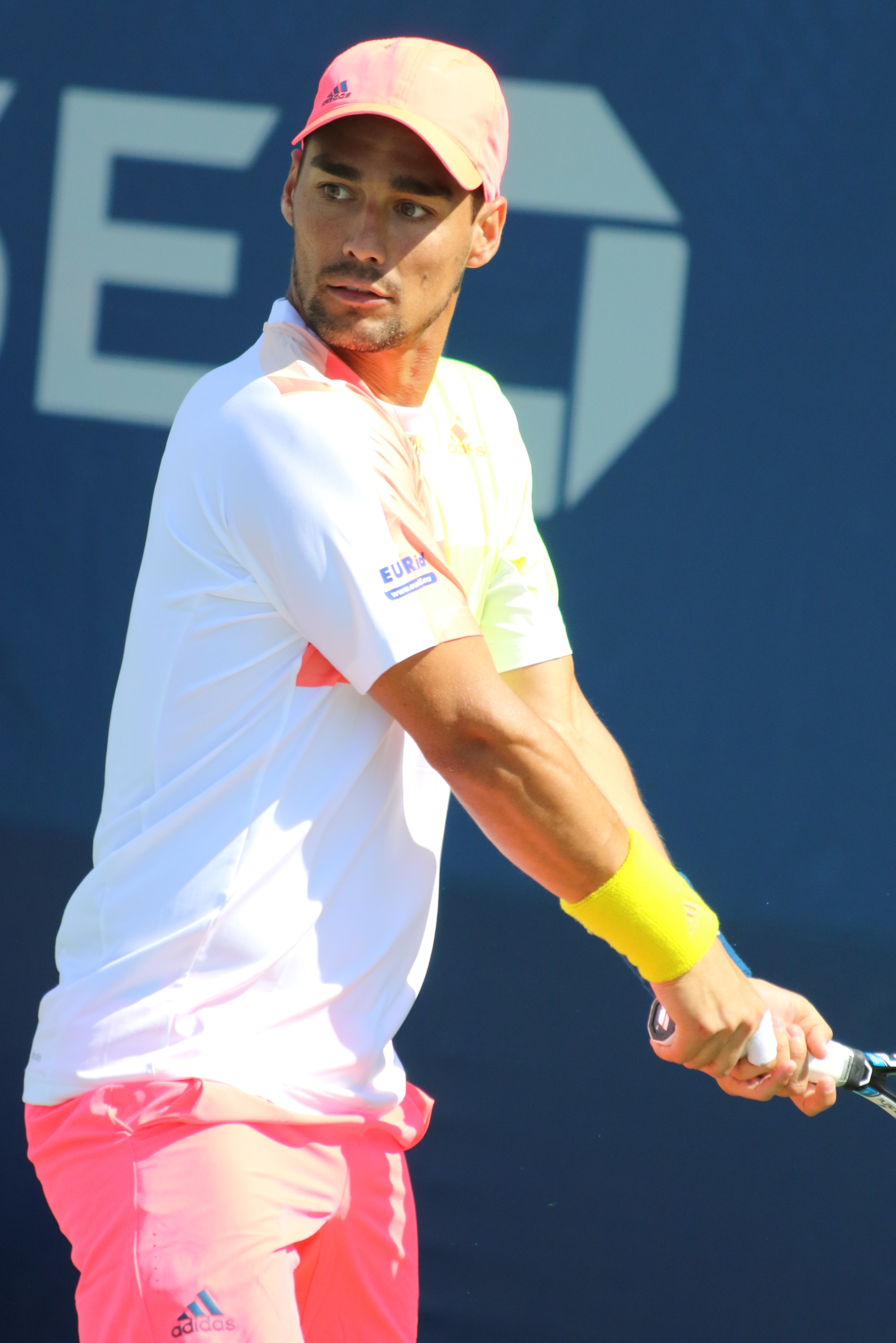
Fabio Fognini à l'US Open en 2016.

Après ce début d'année mitigée, Fabio Fognini participe au tournoi de Buenos Aires où il est tête de série no 6. Mais il confirme son mauvais début d'année en s'inclinant son premier match face à l'Argentin Federico Delbonis (64-7, 6-4, 6-4). Il enchaîne ensuite à l'Open de Rio de Janeiro où, tête de série no 7, il doit défendre sa place en finale de l'année précédente. Il se défait au premier tour du Britannique Aljaž Bedene (7-5, 6-3) puis est contraint à l'abandon à la suite d'une déchirure abdominale au tour suivant face à l'Espagnol Daniel Gimeno-Traver. Sa blessure, assez sérieuse, le prive de compétition durant un mois et demi. Il manque ainsi le Masters d'Indian Wells, le Masters de Miami, ainsi que le premier tour de la Coupe Davis face à la Suisse (victoire de l'Italie 5-0).
Il revient à la mi-avril pour disputer le Masters de Monte-Carlo. Engagé tout d'abord en double avec son compatriote Paolo Lorenzi, ils s'inclinent dès le premier tour face à la paire Treat Conrad Huey - Max Mirnyi en trois sets (1-6, 7-65, [10-8]). En simple, il affronte son partenaire Paolo Lorenzi au premier tour. Après avoir remporté le premier set 6-2, il déchante complètement et encaisse 11 jeux d’affilée pour s'incliner finalement 2-6, 6-0, 6-1. Après ce début d'année peu convaincant, Fabio Fognini tente de se reprendre à l'Open de Barcelone où il est tête de série no 12. Faisant son entrée en lice au second tour du tournoi, il joue son meilleur match de l'année en dominant le Russe Mikhail Youzhny malgré la perte du premier set (3-6, 6-0, 6-1). Il bat ensuite Viktor Troicki puis s'incline contre Rafael Nadal en quart de finale. Il participe ensuite à l'Open de Munich où il atteint les demi-finales, battu par Philipp Kohlschreiber. Au Masters de Madrid, il bat Bernard Tomic puis est éliminé par Kei Nishikori.
Après plusieurs éliminations d'entrée de tournoi, il revient en juillet sur la terre battue à l'Open de Croatie, où il bat Renzo Olivo, Damir Džumhur et la surprise Gastão Elias en demie pour se qualifier pour la finale. Il fait face à Andrej Martin une autre surprise à ce niveau qui dispute sa première finale, et remporte facilement (6-4, 6-1) le 4e titre de sa carrière. 
Aux Jeux olympiques, il passe difficilement Victor Estrella Burgos en trois manches mais en infligeant un 6-0, puis se défait de Benoît Paire (4-6, 6-4, 7-65) en ayant écarté une balle de match. En huitième, il affronte le no 2 mondial Andy Murray contre qui il montre de la résistance, en lui prenant un set et menant 3-0 dans l'ultime manche avant de céder.
En octobre, il atteint la finale du tournoi de Moscou en battant Albert Ramos-Viñolas et Philipp Kohlschreiber mais s'y incline contre Pablo Carreño-Busta.

### 2017. Victoire à Gstaad et première victoire sur unno1mondial
Fabio Fognini entame sa saison difficilement, mais finit par réagir à l'Open du Brésil avec un quart de finale où il perd contre Pablo Carreño-Busta (0-6, 61-7).
Pour le début de la tournée américaine du mois de mars, il réalise d'abord au Masters d'Indian Wells une belle performance en battant le 8e mondial, Jo-Wilfried Tsonga (7-64, 3-6, 6-4) avant de chuter au troisième tour sèchement contre Pablo Cuevas. Puis la semaine suivante, au Masters de Miami, il bat au premier tour Ryan Harrison (6-4, 7-5), la tête de série numéro 30 João Sousa (7-68, 2-6, 6-3), puis Jérémy Chardy (3-6, 6-4, 6-4), avant de battre (6-0, 6-4) le local Donald Young et ainsi se qualifier pour les quarts de finale. Une première à Miami où il affronte le 4e mondial Kei Nishikori, diminué par une blessure. Fognini remporte le match (6-4, 6-2) en une heure de jeu pour se qualifier pour les demi-finales. Il y affronte Rafael Nadal qui le bat en deux sets (1-6, 5-7) le tout en une heure et demie.
En avril, il déclare forfait pour les quarts de finale de la Coupe Davis à la suite de douleurs au poignet et au talon. Pour son retour sur terre battue, il prend part au Masters de Monte-Carlo où il est éliminé dès le premier tour par Pablo Carreño-Busta au bout de 2 h 26 (60-7, 7-64, 3-6). Invité au tournoi de Budapest, il est battu d'entrée par Andrey Kuznetsov au 3e set (3-6, 6-3, 64-7). Au Masters de Madrid, il retrouve au second tour Rafael Nadal qui domine la saison sur terre battue. Il pousse l'Espagnol au 3e set mais s'incline en près de 3 heures (63-7, 6-3, 4-6). La semaine suivante chez lui, au Masters de Rome, il bat au second tour pour la première fois de sa carrière (et une première depuis 10 ans pour un Italien), un no 1 mondial, l’Écossais Andy Murray (6-2, 6-4) et passant en huitième. Il perdra (3-6, 3-6) contre le futur vainqueur, l'Allemand Alexander Zverev. Arrive Roland-Garros en passant difficilement Frances Tiafoe (6-4, 6-3, 3-6, 1-6, 6-0) manquant de concentration dans les 3e et 4e set, puis son compatriote Andreas Seppi (6-4, 7-5, 6-3) plus facilement. Avant d'être stoppé par le futur finaliste, Stanislas Wawrinka et 4e mondial (62-7, 0-6, 2-6), mais en ayant mené 5-2 dans la première manche avant de laisser filet le set et le match.
Période sur gazon sans tournois préparatoire, faisant directement Wimbledon, passant malgré tout Dmitri Toursounov et Jiří Veselý sans perdre de manche. Dans un match haletant avec un bon niveau, il menace le no 1 mondial Andy Murray chez lui sur herbe. Il prend la seconde manche, et mène 5-2 dans la quatrième pour un 5e set mais s'effondre et laisse filer le match.
En juillet, Fognini revient sur la terre battue et cette stratégie est payante. Au tournoi de Gstaad, il perd le premier set en 21 minutes, avant de s'imposer (1-6, 6-4, 6-3) contre Norbert Gombos pour aller en quart de finale. Il vainc l'inconstant mais dangereux Ernests Gulbis (6-3, 4-6, 6-3) et la tête de série numéro 2, Roberto Bautista-Agut (5-7, 6-2, 6-3) pour se qualifier pour la finale. Il remporte le 5e titre de sa carrière (6-4, 7-5), contre le qualifié Yannick Hanfmann alors 170e mondial, qui dispute la première finale de sa carrière. Il enchaîne à Kitzbühel où il parvient jusqu'en demi-finale, en bouclant ses matchs facilement en deux sets contre le qualifié Miljan Zekić et Thomaz Bellucci. Avant de perdre en deux manches (5-7, 3-6) contre le futur vainqueur, Philipp Kohlschreiber.
Fabio revient sur dur avec la tournée américaine qui n'est pas fructueuse. Forfait à Montréal, puis défait au premier tour au Masters de Cincinnati (3-6, 2-6) face à Dominic Thiem, 8e mondial. Il tombe à la surprise du public dès le premier tour à l'US Open contre son compatriote et qualifié Stefano Travaglia (4-6, 68-7, 6-3, 0-6). Il est également exclu du tournoi pour ses propos sexistes envers une arbitre. Dans la foulé en indoor, Fabio se qualifie pour la finale à l'Open de Saint-Pétersbourg en passant Mikhail Youzhny (6-4, 4-6, 6-4), puis Ričardas Berankis (6-3, 6-0) et enfin la tête de série numéro 1, Roberto Bautista-Agut (2-6, 7-67, 7-65) dans un match accroché et intense de deux heures et demi de jeu.

### 2018.6etitre à São Paulo, puis7eà Båstad et8eà Cabo San Lucas; meilleur classement de fin de saison
Fabio Fognini entame sa saison 2018 par une demi-finale au tournoi de Sydney, en battant pour la première fois Alexandr Dolgopolov (3-6, 6-3, 6-4) et se sortant d'un autre piège, le Français Adrian Mannarino (64-7, 7-64, 6-2) au terme d'un match haletant de 2 h 46. Il s'incline (6-2, 4-6, 1-6) contre le futur vainqueur, le qualifié Daniil Medvedev. À l'Open d'Australie, il atteint pour la seconde fois les huitièmes de finale en battant le Français Julien Benneteau (3-6, 6-2, 6-1, 4-6, 6-3). Il est battu sèchement par Tomáš Berdych (1-6, 4-6, 4-6) en 2 h 08 de jeu.
Sur la terre battue sud-américaine, il atteint les demi-finales du tournoi de Rio de Janeiro en passant en trois sets chaque rencontre face à Thomaz Bellucci, Tennys Sandgren et Aljaž Bedene. Il s'incline contre Fernando Verdasco (1-6, 5-7). Puis il remporte son 6e titre ATP à São Paulo en battant en finale Nicolás Jarry (1-6, 6-1, 6-4) dans une rencontre décousue et après avoir battu facilement (6-4, 6-2) Pablo Cuevas en demi-finale.
Sur terre battue européenne, au Masters de Rome, Fognini réalise un bon tournoi. Au 1er tour, il passe facilement (6-3, 6-1) le Français Gaël Monfils, puis bat le récent finaliste de Madrid et 8e mondial, Dominic Thiem (6-4, 1-6, 6-3) dans une rencontre haletante. Il confirme sa performance de la veille, en passant Peter Gojowczyk (6-4, 6-4) en une heure et demie pour atteindre pour la première fois les quarts de finale à Rome. Il y est battu par le no 1 mondial Rafael Nadal après avoir remporté le premier set (6-4, 1-6, 2-6). Pour son dernier tournoi de préparation à Roland-Garros, Fognini s'aligne à Genève. Après deux succès face à Noah Rubin et Tennys Sandgren, il s'incline en demi-finale face à Peter Gojowczyk.
Aux Internationaux de France, Fognini démarre en fanfare, s'imposant sèchement trois sets à rien face à l'Espagnol Pablo Andújar (6-4, 6-2, 6-1) et au Suédois Elias Ymer (6-4, 6-1, 6-2). Le troisième tour est plus délicat, nécessitant plus de 3 h 30 de jeu et une bataille en cinq sets face au Britannique Kyle Edmund (6-3, 4-6, 3-6, 6-4, 6-4). Le huitième de finale voit Fognini affronter le Croate Marin Čilić, tête de série numéro 3. Mené deux sets à 0 après 1 h 20 de jeu, Fognini recolle finalement à deux sets partout, après avoir notamment sauvé une balle de match dans la quatrième manche, remportée au tie-break (7-4). À égalité à 3-3 dans le set décisif, Fognini perd sa mise en jeu deux fois, laissant le Croate accéder aux quarts.
Sans avoir préparé Wimbledon, à l'exception de deux rencontres en exhibition, Fognigni atteint les seizièmes de finale, où il est éliminé par le Tchèque Jiří Veselý en quatre manches et presque trois heures de jeu. Le retour à la terre battue est un succès pour l'Italien qui remporte le tournoi de Bastad en s'imposant successivement face à Elias Ymer, Federico Delbonis, Fernando Verdasco (6-1, 4-6, 7-5) et le Français Richard Gasquet (6-3, 3-6, 6-1) en 1 h 47. Battu au premier tour du tournoi de Gstaad par Jürgen Zopp, il retrouve le chemin du succès avec une victoire inédite au Mexique où il remporte un premier titre sur dur au tournoi de Los Cabos. Cette victoire vient conclure une semaine qui l'a vu battre Quentin Halys, Yoshihito Nishioka, Cameron Norrie et le no 4 mondial Juan Martín del Potro (6-4, 6-2) en finale.
Il rebondit sur la tournée asiatique avec une finale au tournoi de Chengdu, perdant seulement contre Bernard Tomic (1-6, 6-3, 67-7) ; et une demi-finale au tournoi de Pékin mais en ayant déclaré forfait avant son match contre del Potro.
L'Italien termine son année sur un 1/8 de finale au Masters de Paris-Bercy en s'inclinant (4-6, 3-6) face au no 3 mondial Roger Federer, après un bye et un forfait.

### 2019. Consécration:1erMasters 1000 à Monte-Carlo, 1/8 de finale à Roland-Garros et entrée dans le top 10
Fabio Fognini entame sa saison 2019 par un quart de finale au Tournoi d'Auckland, en s'inclinant 3-6, 1-6 face à Philipp Kohlschreiber. À l'Open d'Australie, il est battu en quatre sets par Pablo Carreño Busta (2-6, 4-6, 6-2, 4-6), un adversaire qu'il n'a jamais pu dominer.
La terre battue sud-américaine et le dur américain sont une mauvaise passe pour l'Italien qui ne dépasse pas le troisième tour sur ses cinq tournois disputés.
En avril au Masters 1000 de Monte-Carlo, il est tout près de la sortie contre le Russe Andrey Rublev au premier tour (4-6, 7-5, 6-4) et bénéficie du forfait du Français Gilles Simon pour atteindre les huitièmes de finales. Ensuite il sort le no 3 mondial Alexander Zverev (7-66, 6-1), puis le no 13 mondial Borna Ćorić (1-6, 6-3, 6-2) pour atteindre les demi-finales, égalant son meilleur résultat de 2013. Il fait alors face au no 2 mondial et triple tenant du titre, Rafael Nadal, qu'il bat (6-4, 6-2) en 1 h 36 dans une rencontre de haut niveau pour l'Italien. Pour la première fois de sa carrière, se qualifiant à une finale d'un Masters 1000, il affronte une autre surprise à ce stade, le Serbe Dušan Lajović alors 48e mondial ; il le vainc (6-3, 6-4) en 1 h 38 et remporte ainsi son premier Masters 1000 le 21 avril. Avec ce 9e titre, le plus prestigieux de sa carrière, il accède à la 12e place mondiale, ce qui est son meilleur classement.
Il est tête de série no 9 quand il se présente à Roland-Garros, où il bat son compatriote 71e mondial Andreas Seppi (6-3, 6-0, 3-6, 6-3), puis l'Argentin 75e mondial Federico Delbonis (6-4, 3-6, 6-3, 6-3). Au troisième tour, il bat l'Espagnol Roberto Bautista-Agut, 21e mondial et tête de série no 18, en quatre sets (7-65, 6-4, 4-6, 6-1). Il se hisse ainsi en huitième de finale où il est éliminé par l'Allemand Alexander Zverev, tête de série no 5, en quatre sets disputés et 2 h 55 minutes (6-3, 2-6, 2-6, 65-7). Ce parcours lui permet d'améliorer encore son classement ATP : le lendemain du tournoi, le 10 juin, il pointe au 10e rang mondial.
À Wimbledon, il intègre difficilement le troisième tour après deux victoires en cinq sets, mais cède devant l'Américain Tennys Sandgren (3-6, 6-712, 3-6).
Malgré une bonne préparation pour l'US Open, avec un quart de finale au Masters 1000 de Cincinnati, où il prend un set à Rafael Nadal (6-2, 1-6, 2-6), il est éliminé dès son premier match dans le Grand Chelem Américain, face au favori du public Reilly Opelka en quatre sets (3-6, 4-6, 7-66, 3-6). 
Fognini réalise ensuite une bonne tournée Asiatique, atteignant les quarts à Pékin (ATP 500) et à Shanghai (Masters 1000). 
La tournée européenne de fin de saison est quant à elle plus mitigée. Pour son dernier tournoi, au Masters de Bercy, il est battu à son premier match par le Canadien Denis Shapovalov, futur finaliste, en trois sets (6-3, 3-6, 3-6). Son classement ne lui permet de participer aux Masters. En revanche, il fait partie de l'équipe d'Italie qualifiée pour la phase finale de la Coupe Davis, à Madrid. Il en ressort avec un bilan de 2 victoires pour 2 défaites, l'Italie étant éliminée après la phase de poules.

### 2020
À l'Open d'Australie, pour la première levée du Grand Chelem de la saison, il arrive en deuxième semaine après avoir notamment gagné deux gros matchs en cinq sets, face à Reilly Opelka au premier tour (3-6, 6-73, 6-4, 6-3, 7-65), et au local Jordan Thompson (7-64, 6-1, 3-6, 4-6, 7-64). Son parcours s'arrête contre l'Américain Tennys Sandgren en quatre sets accrochés (6-75, 5-7, 7-65, 4-6).
Il enchaine ensuite plusieurs éliminations prématurées, comme à Rotterdam et Dubai, où il sort dès son entrée en lice. Entre mars et août, le circuit est suspendu pour cause de pandémie de coronavirus. À la reprise, l'Italien décide de revenir sur la terre battu européenne, et donc de renoncer à la courte tournée américaine d'août (Cincinati et US Open). Il ne remporte qu'un seul match lors de sa préparation pour Roland Garros, lors du tournoi de Hambourg, face à l'Allemand Philip Kohlshreiber. À Roland Garros, il subit une élimination des son entrée en lice, face au Kazakh Mickail Kukushkin en quatre sets (5-7, 6-3, 6-71, 6-0). Ce match était le dernier qu'il a disputé en 2020, faisant l'impasse sur les derniers tournois de la saison.

### 2021
À Roland-Garros, Fabio Fognini est éliminé le 4 juin au 3e tour par l’Argentin Federico Delbonis.

## Caractéristiques de son jeu

### Ses coups

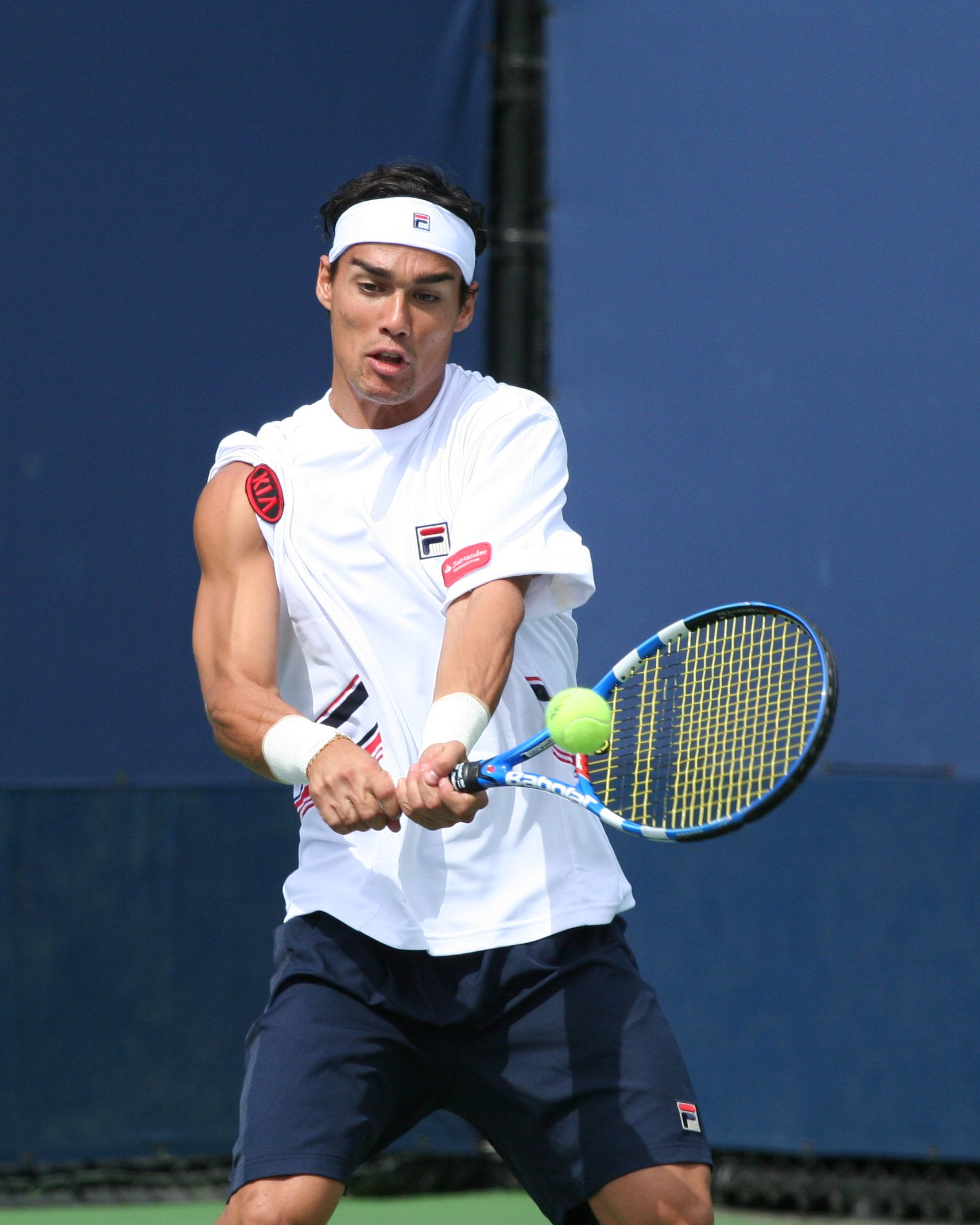
Fabio Fognini réalisant un revers à l'US Open en 2009.

Fabio Fognini joue de la main droite et pratique un revers à deux mains, comme la plupart des joueurs du circuit. Alternant l'attaque et la défense, il a un jeu principalement axé sur des frappes puissantes et précises de coup droit et de revers accompagnées d'un très bon relâchement et d'une prise de balle précoce. Il possède également un bon timing et une excellente technique nécessitant peu de préparation avant la frappe : on a pour exemple, lors de son match à Roland-Garros en 2011 contre Albert Montañés, où il a effectué un grand nombre de coups gagnants « juste avec le bras » tout en étant blessé à la jambe gauche à la suite d'une mauvaise chute au service. Son meilleur coup reste le coup droit mais son revers recouvert lui permet aussi d'assurer la réussite de coups gagnants. L'Italien est un joueur de double confirmé et il est également doté d'un bon toucher de balle lui permettant de réaliser avec une certaine aisance des amorties ainsi que des volées gagnantes que cela soit le long de la ligne ou croisé. Après avoir débordé l'adversaire en trouvant les angles, il peut enchaîner avec une montée à contretemps pour réaliser une volée liftée de coup droit ou de revers au niveau de la ligne de service.

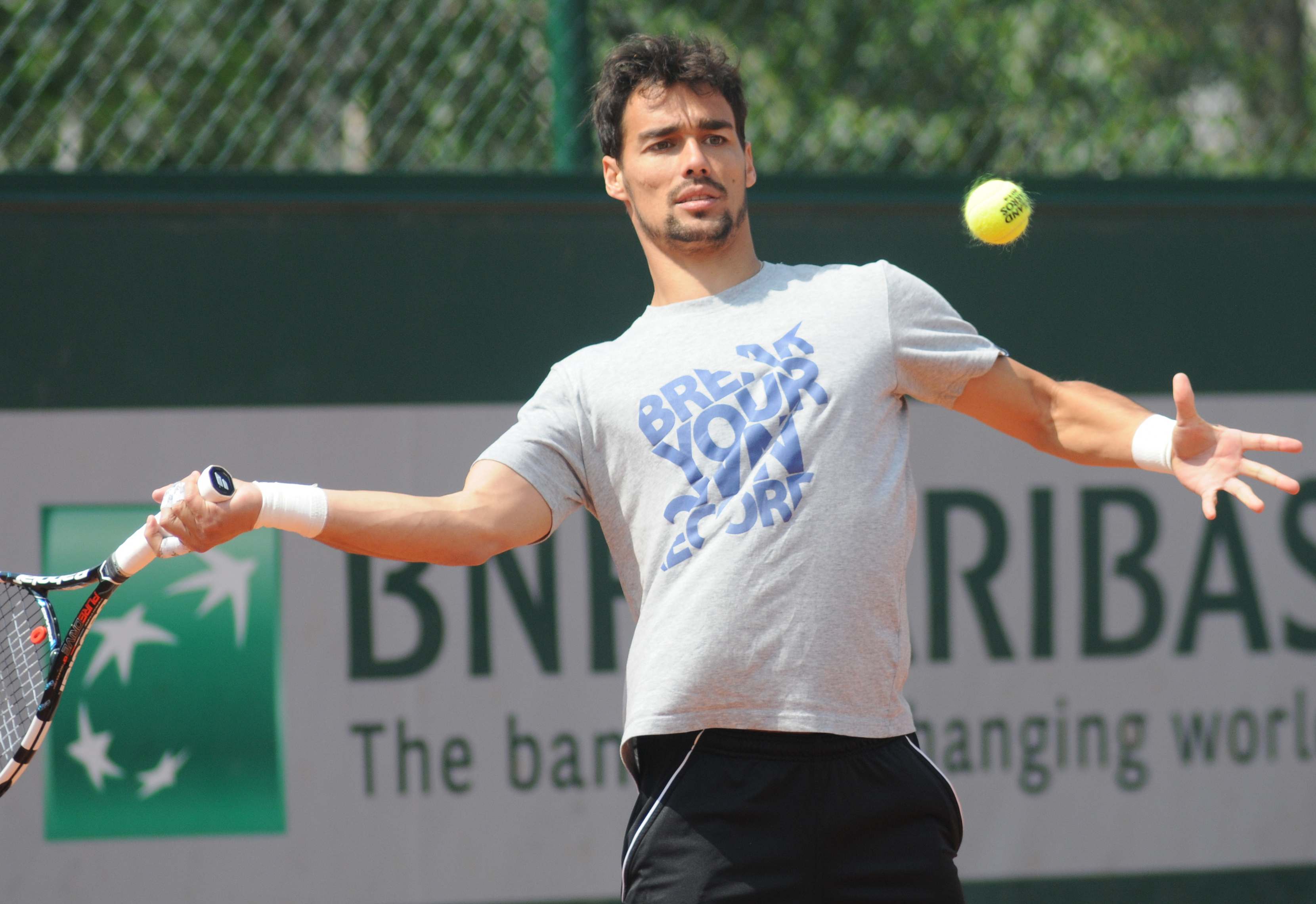
Fabio Fognini réalisant un coup droit à Roland-Garros en 2014.

De plus, son jeu semble reposer sur une décontraction totale (qui peut tout de même avoir un impact néfaste sur son jeu par moments) et une bonne qualité de contre - surtout en revers -, ce qui le rend imprévisible et perturbe le jeu de ses adversaires. Il aime toutes les surfaces de jeu même s'il préfère la terre battue sur laquelle il obtient ses meilleurs résultats. En ce qui concerne la défense, il privilégie surtout des revers slicés longs qui lui accordent du temps pour se replacer tandis que côté coup droit, il préfère lifter la balle en lui donnant de la profondeur et du volume. En retour de service, domaine sur lequel il est plus ou moins performant en fonction de son état d'esprit et du style de jeu de son adversaire, il se contente de contrer la balle pour tenter de finir le point rapidement ou d'effectuer des remises avec effet pour faire jouer l'adversaire. L'Italien possède les particularités de prendre des risques sur des balles difficiles à jouer quand il se sent en confiance, tels que ne pas laisser la balle rebondir avant de smasher lorsque celle-ci est très haute et loin du filet ou de réaliser des passing shots à une main s'il est en retard sur une balle basse arrivant au niveau de son revers.

### Le service

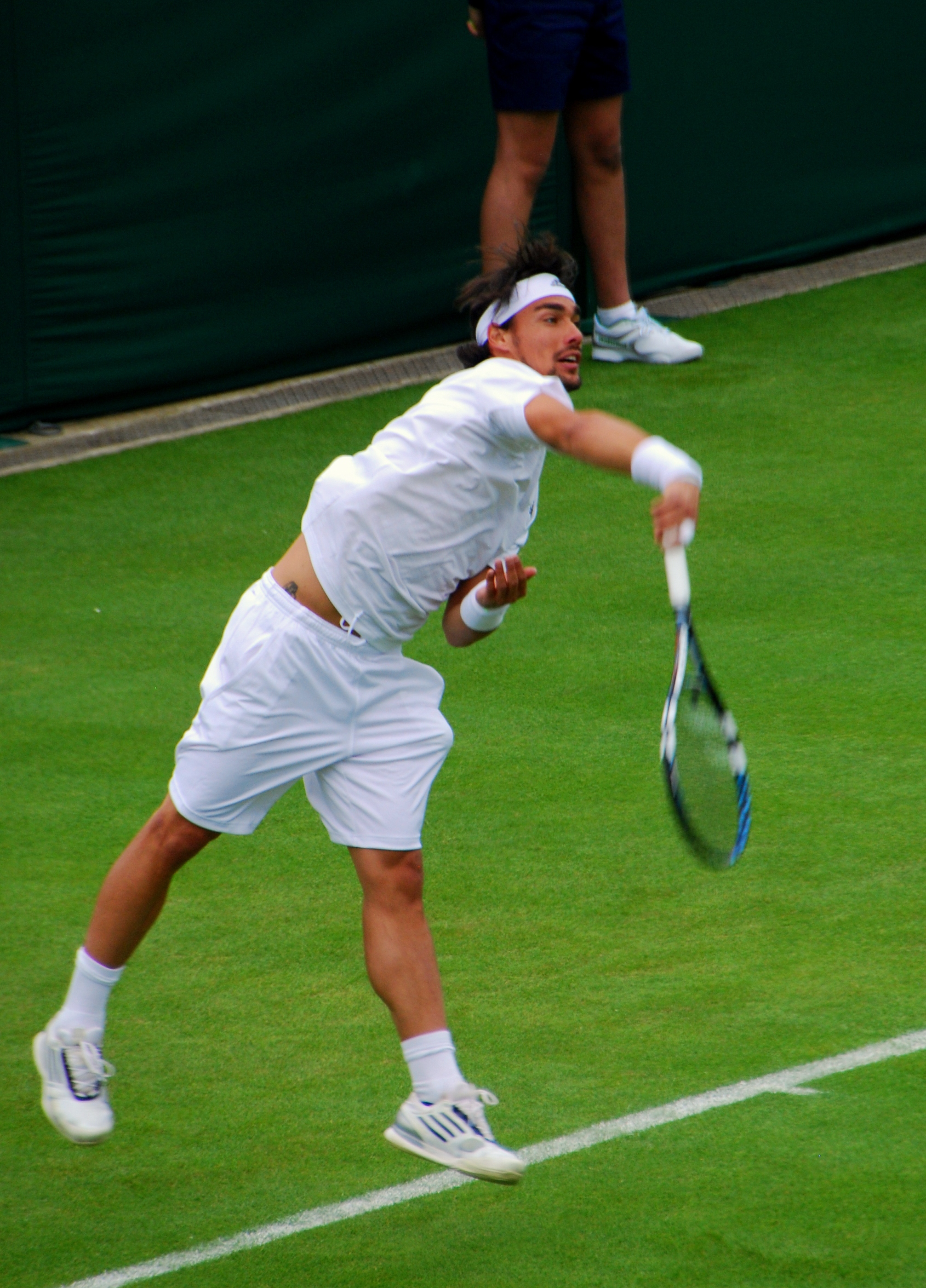
Fabio Fognini réalisant un service au tournoi de Wimbledon en 2013.

Fabio Fognini possède un geste simple au service qui lui permet d'obtenir une assez bonne qualité de balle quel que soit l'effet choisi. Sa poussée au niveau des jambes au service est également très importante car elle lui permet de gagner en puissance et en qualité de balle. Servant généralement à plat sur premier service, avec une balle située aux alentours de 175 km/h et pouvant dépasser les 200 km/h lorsque la balle atterrit au centre, il peut ainsi prendre rapidement position au fond de court pour imposer son schéma de jeu évoqué précédemment ou encore monter directement à la volée. En seconde balle de service, il privilégie un service frappé à une vitesse d'environ 150 km/h avec un effet « kické » (lifté) pour gêner ses adversaires au retour, surtout sur terre battue. Cependant, son service, peu régulier, peut constituer un point faible majeur de son jeu car il lui arrive très souvent de commettre des doubles fautes ou des fautes de pied. En effet, en 2013, sur 765 jeux de service, il a commis 215 double fautes. Fognini sait que c'est sur ce coup qu'il doit le plus s'améliorer.

### Le physique

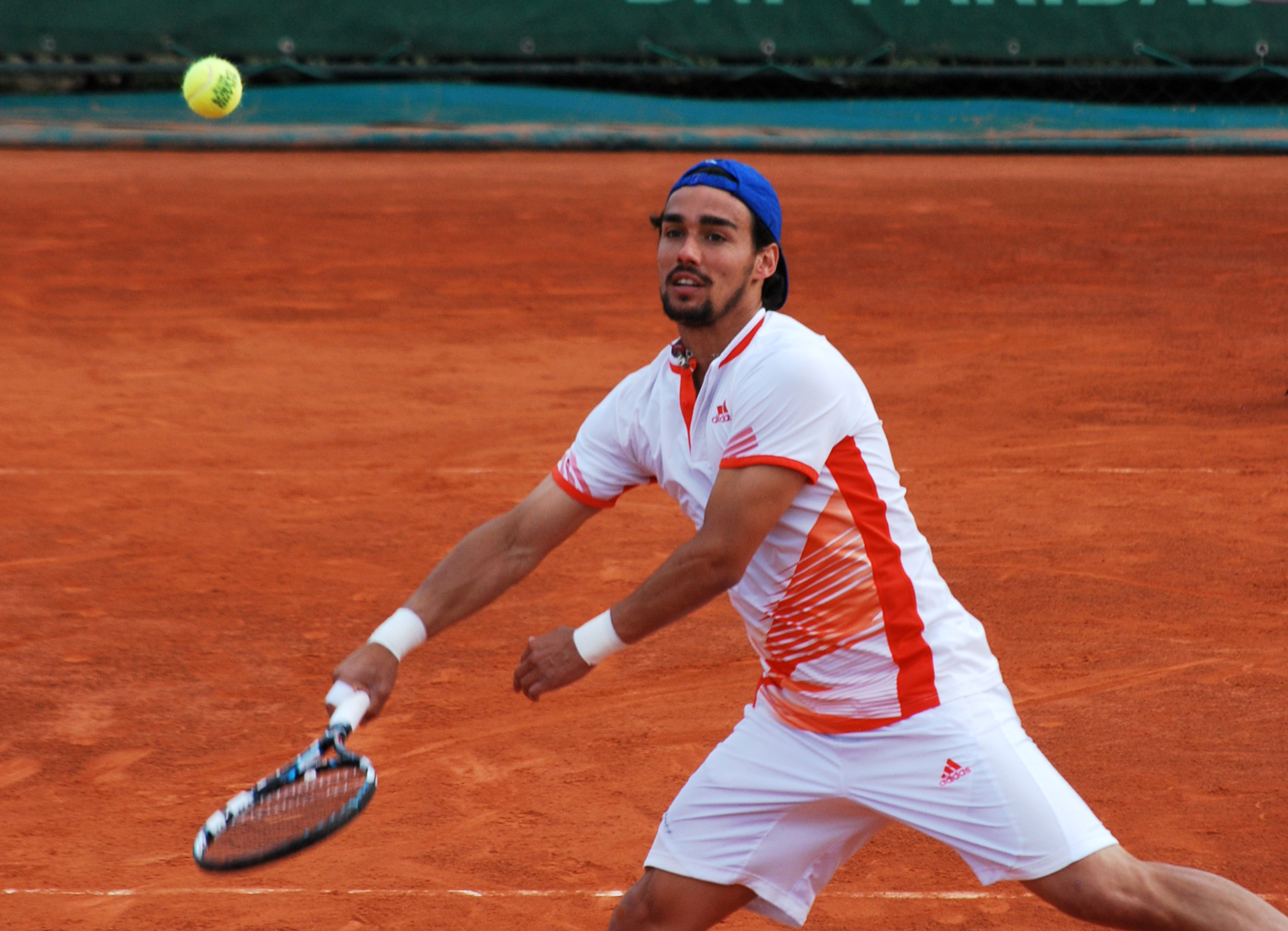
Fabio Fognini à Roland-Garros en 2012.

Doté d'un gabarit moyen en tant que joueur de tennis, Fabio Fognini possède néanmoins d'excellentes qualités athlétiques et une endurance lui permettant d'être très véloce sur ses déplacements que cela soit latéralement ou vers l'avant et de jouer des matchs longs et accrochés tout en alternant la cadence de frappe. Sur terre battue, l'Italien maîtrise parfaitement la glissade en bout de course, arme qu'il utilise pour récupérer des amorties ou des balles rapides nécessitant du contrôle pour gagner du temps sur le replacement.
Durant le tournoi de Hambourg en 2013, année où il remporte le titre face à Federico Delbonis, il gagne un point à l'arraché face à celui-ci en parcourant promptement deux fois la largeur du court pour réceptionner deux coups droits anguleux successifs puis en terminant sur un passing shot le long de la ligne sur retour de smash adverse. Du fait de sa souplesse et de sa technique, il est également capable, à la manière d'un Gaël Monfils, de réaliser des grands écarts et des plongeons pour chercher des balles rapides et lointaines lorsqu'il est pris à contre-pied puis de se relever rapidement pour continuer le point.
Étant très préparé physiquement et techniquement, son jeu de jambes, couplé à une attitude nonchalante, peut cependant s'avérer très approximatif, avec notamment une certaine négligence naturelle au niveau des sauts d'allègement qui le rend moins réactif mais plus vulnérable aux balles inattendues. De fait, il lui arrive de lâcher des coups gagnants sans vraiment s'engager tout comme il lui arrive de commettre de nombreuses fautes directes successives non provoquées.

### Le mental

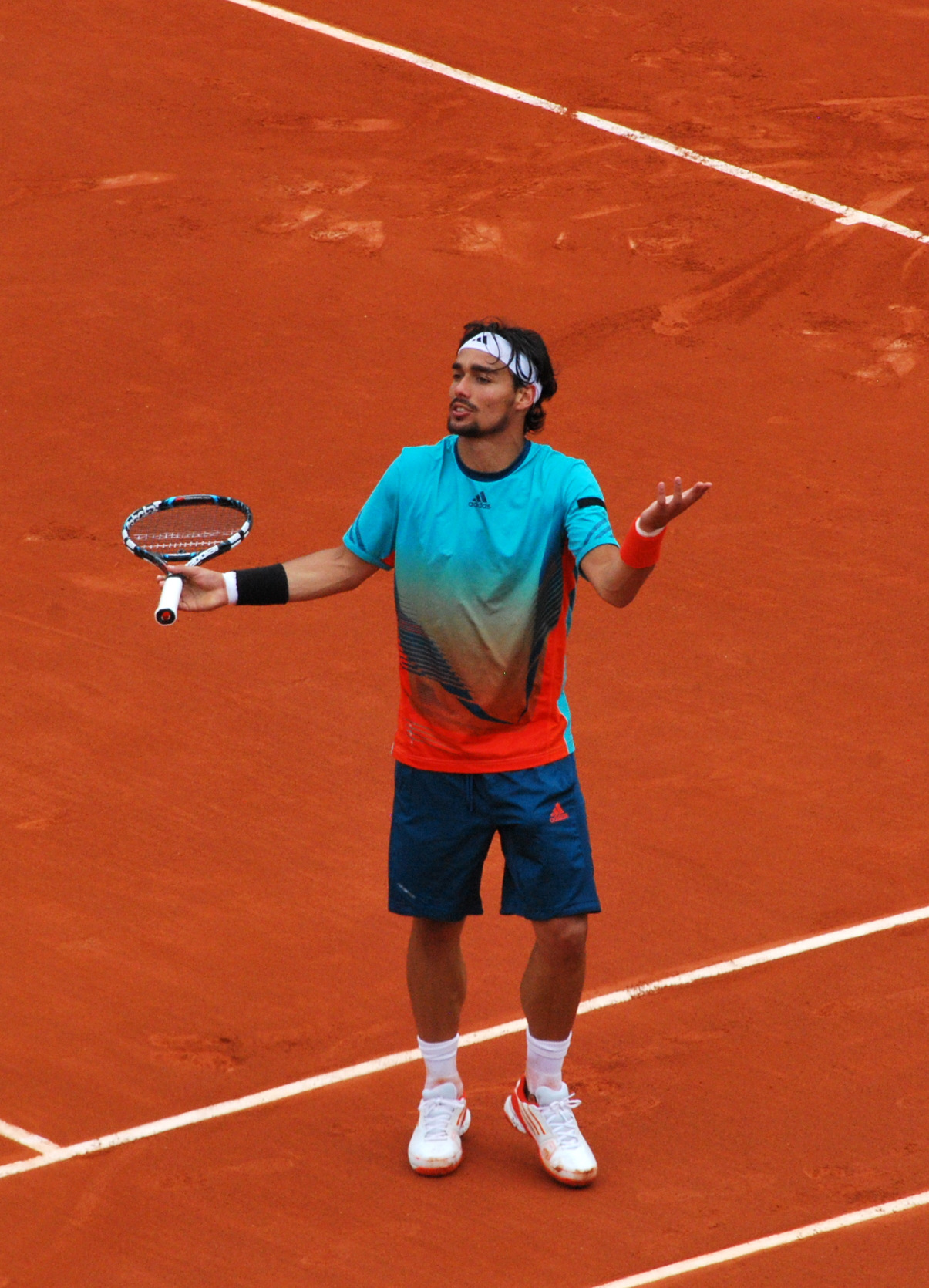
Fabio Fognini à Roland-Garros en 2012.

Couplé à son langage du corps, le point faible de Fabio Fognini le plus visible et le plus important de son jeu est sans doute son mental, qui reste très fragile lors de certains matchs où il est favori (du fait de son meilleur classement) et durant lesquels il ne lui suffit plus que de conclure. Son comportement sur le court, très comique par moments et qui amuse ou irrite les tribunes, peut déstabiliser ses adversaires mais plus difficilement les meilleurs, comme Novak Djokovic ou Rafael Nadal, généralement imperturbables tout au long de leurs matchs face à l'Italien. En 2014, après son match remporté face à Fognini à l'Open d'Australie, Djokovic affirme au microphone de Jim Courier que : 

« Parfois, j'avais envie de rire à ses blagues mais il faut aussi rester concentré parce qu'on ne sait jamais ce qui peut se passer. »

En effet, lorsqu'il s'agace, il lui arrive très souvent de briser ses raquettes et de les lancer, de se débarrasser violemment des balles par frustration, de se plaindre intempestivement et vulgairement en italien lorsque le point se termine et de subir des « passages à vide » sur le plan technique avec un jeu de jambes moins rigoureux. Peu capable de se contrôler lors de ses accès de colère, des insultes et des gestes obscènes peuvent être proférées à ses adversaires, aux arbitres ou au public,. À la manière de John McEnroe, Fognini peut, tout en manquant de sérieux et de respect, totalement sortir du match en engageant de longues discussions avec les arbitres de chaise lorsqu'il est en désaccord avec ceux-ci. Ainsi, ayant perdu l'envie de combattre, il peut faire exprès de perdre comme lors du premier tour du Masters de Cincinnati 2013 où il a, après avoir contesté l'arbitre, commis deux fautes de pied d'affilée et de manière intentionnelle sur balle de match pour conclure le match contre Radek Štěpánek, qui n'a pas eu besoin de toucher la balle sur ce dernier jeu. Selon lui, ce sont des mauvaises habitudes qui perdurent depuis son enfance et difficiles à éviter.
Néanmoins, son mental semble s'être amélioré depuis 2013, année où il a remporté deux titres sur le circuit, atteint une finale et rentré dans le top 20 grâce à des matchs abordés avec sérieux et professionnalisme. Effectivement, il est de plus en plus apte à hausser son niveau de jeu et d'intensité ainsi qu'à faire preuve de combativité lors des points serrés tout en gardant son sang-froid. Ce progrès notable reste visible en 2014, saison où il a réussi à s'adjuger son troisième titre sur trois finales jouées. Il considère en outre que c'est de sa propre faute de n'être pas entré dans le top 20 plus tôt dans sa carrière à cause d'un manque de maturité et de nombreuses blessures.

## Parcours dans les tournois duGrand Chelem

### En simple
| Année | Open d'Australie | Open d'Australie   | Internationaux de France | Internationaux de France | Wimbledon       | Wimbledon         | US Open         | US Open           |
| ----- | ---------------- | ------------------ | ------------------------ | ------------------------ | --------------- | ----------------- | --------------- | ----------------- |
| 2007  | Q1               | Michael Berrer     | 1er tour (1/64)          | Juan Mónaco              | —               | —                 | Q3              | Rainer Schüttler  |
| 2008  | 1er tour (1/64)  | Michael Russell    | —                        | —                        | 1er tour (1/64) | Marat Safin       | 1er tour (1/64) | Wayne Odesnik     |
| 2009  | 2e tour (1/32)   | Nicolás Almagro    | 1er tour (1/64)          | Igor Andreev             | 2e tour (1/32)  | David Ferrer      | 1er tour (1/64) | Jarkko Nieminen   |
| 2010  | 1er tour (1/64)  | Taylor Dent        | 3e tour (1/16)           | Stanislas Wawrinka       | 3e tour (1/16)  | Julien Benneteau  | 1er tour (1/64) | Fernando Verdasco |
| 2011  | 1er tour (1/64)  | Kei Nishikori      | 1/4 de finale            | Forfait                  | —               | —                 | 2e tour (1/32)  | Tomáš Berdych     |
| 2012  | 1er tour (1/64)  | Alejandro Falla    | 3e tour (1/16)           | Jo-Wilfried Tsonga       | 2e tour (1/32)  | Roger Federer     | 3e tour (1/16)  | Andy Roddick      |
| 2013  | 1er tour (1/64)  | R. Bautista-Agut   | 3e tour (1/16)           | Rafael Nadal             | 1er tour (1/64) | Jürgen Melzer     | 1er tour (1/64) | Rajeev Ram        |
| 2014  | 1/8 de finale    | Novak Djokovic     | 3e tour (1/16)           | Gaël Monfils             | 3e tour (1/16)  | Kevin Anderson    | 2e tour (1/32)  | Adrian Mannarino  |
| 2015  | 1er tour (1/64)  | Alejandro González | 2e tour (1/32)           | Benoît Paire             | 2e tour (1/32)  | Vasek Pospisil    | 1/8 de finale   | Feliciano López   |
| 2016  | 1er tour (1/64)  | Gilles Müller      | 1er tour (1/64)          | Marcel Granollers        | 2e tour (1/32)  | Feliciano López   | 2e tour (1/32)  | David Ferrer      |
| 2017  | 2e tour (1/32)   | Benoît Paire       | 3e tour (1/16)           | Stanislas Wawrinka       | 3e tour (1/16)  | Andy Murray       | 1er tour (1/64) | Stefano Travaglia |
| 2018  | 1/8 de finale    | Tomáš Berdych      | 1/8 de finale            | Marin Čilić              | 3e tour (1/16)  | Jiří Veselý       | 2e tour (1/32)  | John Millman      |
| 2019  | 3e tour (1/16)   | P. Carreño Busta   | 1/8 de finale            | Alexander Zverev         | 3e tour (1/16)  | Tennys Sandgren   | 1er tour (1/64) | Reilly Opelka     |
| 2020  | 1/8 de finale    | Tennys Sandgren    | 1er tour (1/64)          | Mikhail Kukushkin        | Annulé          | Annulé            | —               | —                 |
| 2021  | 1/8 de finale    | Rafael Nadal       | 3e tour (1/16)           | Federico Delbonis        | 3e tour (1/16)  | Andrey Rublev     | 1er tour (1/64) | Vasek Pospisil    |
| 2022  | 1er tour (1/64)  | Tallon Griekspoor  | 2e tour (1/32)           | B. van de Zandschulp     | 1er tour (1/64) | Tallon Griekspoor | 2e tour (1/32)  | Rafael Nadal      |
| 2023  | 1er tour (1/64)  | Thanasi Kokkinakis | 3e tour (1/16)           | Sebastian Ofner          | —               | —                 | Q1              | Jakub Menšík      |
| 2024  | —                | —                  | 2e tour (1/32)           | Tommy Paul               | 3e tour (1/16)  | R. Bautista-Agut  | 1er tour (1/64) | Tomáš Macháč      |
| 2025  | —                | —                  | Q1                       | N. Moreno de Alboran     | 1er tour (1/64) | Carlos Alcaraz    | —               | —                 |

N.B. : à droite du résultat se trouve le nom de l'ultime adversaire.

### En double messieurs
| Année | Open d'Australie                                                                      | Open d'Australie                                                                        | Internationaux de France                                                                 | Internationaux de France                                                                 | Wimbledon                                                                         | Wimbledon                                                                          | US Open | US Open |
| ----- | ------------------------------------------------------------------------------------- | --------------------------------------------------------------------------------------- | ---------------------------------------------------------------------------------------- | ---------------------------------------------------------------------------------------- | --------------------------------------------------------------------------------- | ---------------------------------------------------------------------------------- | ------- | ------- |
| 2008  | 2e tour (1/16) I. Ljubičić \|\| style="text-align:left;" \| A. Clément M. Llodra      | —                                                                                       | —                                                                                        | —                                                                                        | —                                                                                 | 1er tour (1/32) N. Lapentti \|\| style="text-align:left;" \| J. Benneteau N. Mahut |         |         |
| 2009  | 2e tour (1/16) I. Ljubičić \|\| style="text-align:left;" \| L. Dlouhý Leander Paes    | 2e tour (1/16) T. Gabashvili \|\| style="text-align:left;" \| I. Kunitsyn D. Toursounov | 1er tour (1/32) P. Starace \|\| style="text-align:left;" \| S. Aspelin P. Hanley         | 1er tour (1/32) P. Starace \|\| style="text-align:left;" \| J. Knowle J. Melzer          |                                                                                   |                                                                                    |         |         |
| 2010  | 2e tour (1/16) P. Starace \|\| style="text-align:left;" \| J. Melzer P. Petzschner    | 1er tour (1/32) M. Russell \|\| style="text-align:left;" \| R. Bopanna A.-U.-H. Qureshi | 1er tour (1/32) K. Ullyett \|\| style="text-align:left;" \| C. Eaton D. Inglot           | —                                                                                        | —                                                                                 |                                                                                    |         |         |
| 2011  | 1er tour (1/32) Lukáš Lacko \|\| style="text-align:left;" \| A. Dolgopolov Jan Hájek  | 2e tour (1/16) F. Volandri \|\| style="text-align:left;" \| Max Mirnyi D. Nestor        | —                                                                                        | —                                                                                        | 1/2 finale S. Bolelli \|\| style="text-align:left;" \| J. Melzer P. Petzschner    |                                                                                    |         |         |
| 2012  | 2e tour (1/16) S. Bolelli \|\| style="text-align:left;" \| Leander Paes R. Štěpánek   | 1er tour (1/32) S. Bolelli \|\| style="text-align:left;" \| Leander Paes A. Peya        | 1er tour (1/32) F. Cipolla \|\| style="text-align:left;" \| B. Reynolds I. Van der Merwe | 1er tour (1/32) F. Cipolla \|\| style="text-align:left;" \| J. Marray F. Nielsen         |                                                                                   |                                                                                    |         |         |
| 2013  | 1/2 finale S. Bolelli \|\| style="text-align:left;" \| Bob Bryan Mike Bryan           | 1er tour (1/32) D. Bracciali \|\| style="text-align:left;" \| J. Erlich Andy Ram        | 1er tour (1/32) P. Starace \|\| style="text-align:left;" \| D. Brands L. Rosol           | 2e tour (1/16) A. Ramos \|\| style="text-align:left;" \| M. Llodra N. Mahut              |                                                                                   |                                                                                    |         |         |
| 2014  | 2e tour (1/16) S. Bolelli \|\| style="text-align:left;" \| Ivan Dodig M. Melo         | 2e tour (1/16) S. Bolelli \|\| style="text-align:left;" \| Jamie Murray John Peers      | 2e tour (1/16) S. Bolelli \|\| style="text-align:left;" \| M. Granollers Marc López      | 1er tour (1/32) S. Bolelli \|\| style="text-align:left;" \| Leander Paes R. Štěpánek     |                                                                                   |                                                                                    |         |         |
| 2015  | Victoire S. Bolelli                                                                   | P.-H. Herbert N. Mahut                                                                  | 1/2 finale S. Bolelli \|\| style="text-align:left;" \| Bob Bryan Mike Bryan              | 1er tour (1/32) S. Bolelli \|\| style="text-align:left;" \| G. García-López Malek Jaziri | 1er tour (1/32) S. Bolelli \|\| style="text-align:left;" \| C. Fleming T. C. Huey |                                                                                    |         |         |
| 2016  | 2e tour (1/16) S. Bolelli \|\| style="text-align:left;" \| A. Mannarino Lucas Pouille | 1er tour (1/32) A. Seppi \|\| style="text-align:left;" \| T. C. Huey Max Mirnyi         | 1er tour (1/32) A. Seppi \|\| style="text-align:left;" \| Dominic Inglot Daniel Nestor   | 2e tour (1/16) A. Seppi \|\| style="text-align:left;" \| N. Almagro V. Estrella          |                                                                                   |                                                                                    |         |         |
| 2017  | 1er tour (1/32) F. Verdasco \|\| style="text-align:left;" \| J. Janowicz M. Matkowski | 1er tour (1/32) S. Bolelli \|\| style="text-align:left;" \| E. Escobedo Sam Querrey     | 1er tour (1/32) A. Seppi \|\| style="text-align:left;" \| H. Kontinen John Peers         | 1/8 de finale S. Bolelli \|\| Forfait                                                    |                                                                                   |                                                                                    |         |         |
| 2018  | 2e tour (1/16) M. Granollers \|\| style="text-align:left;" \| Rajeev Ram Divij Sharan | 1er tour (1/32) S. Bolelli \|\| style="text-align:left;" \| R. Carballés G. García      | —                                                                                        | —                                                                                        | 2e tour (1/16) S. Bolelli \|\| style="text-align:left;" \| P.-H. Herbert N. Mahut |                                                                                    |         |         |
|       |                                                                                       |                                                                                         |                                                                                          |                                                                                          |                                                                                   |                                                                                    |         |         |
| 2022  | 1/4 de finale S. Bolelli \|\| style="text-align:left;" \| Rajeev Ram J. Salisbury     | —                                                                                       | —                                                                                        | —                                                                                        | —                                                                                 | 1/8 de finale S. Bolelli \|\| style="text-align:left;" \| Rajeev Ram J. Salisbury  |         |         |
| 2023  | 1er tour (1/32) S. Bolelli \|\| style="text-align:left;" \| S. Doumbia F. Reboul      | 2e tour (1/16) S. Bolelli \|\| style="text-align:left;" \| M. Granollers H. Zeballos    | —                                                                                        | —                                                                                        | —                                                                                 | —                                                                                  |         |         |

N.B. : le nom du partenaire se trouve sous le résultat ; les noms des ultimes adversaires se trouvent à droite.

### En double mixte
| Année | Open d'Australie            | Open d'Australie           | Internationaux de France | Internationaux de France | Wimbledon                  | Wimbledon                    | US Open | US Open |
| ----- | --------------------------- | -------------------------- | ------------------------ | ------------------------ | -------------------------- | ---------------------------- | ------- | ------- |
| 2012  | —                           | —                          | —                        | —                        | 2e tour (1/16) Sara Errani | V. Azarenka Max Mirnyi       | —       | —       |
| 2013  | 2e tour (1/8) D. Hantuchová | Hsieh Su-Wei Rohan Bopanna | —                        | —                        | 2e tour (1/16) F. Pennetta | Scott Lipsky Casey Dellacqua | —       | —       |
|       |                             |                            |                          |                          |                            |                              |         |         |
| 2016  | 2e tour (1/8) Sara Errani   | C. Vandeweghe Horia Tecău  | —                        | —                        | —                          | —                            | —       | —       |

N.B. : le nom de la partenaire se trouve sous le résultat ; les noms des ultimes adversaires se trouvent à droite.

## Parcours dans lesMasters 1000
| Année | Indian Wells                | Miami                  | Monte-Carlo                | Rome                       | Hambourg puis Madrid     | Canada                   | Cincinnati              | Madrid puis Shanghai      | Paris                    |
| ----- | --------------------------- | ---------------------- | -------------------------- | -------------------------- | ------------------------ | ------------------------ | ----------------------- | ------------------------- | ------------------------ |
| 2006  | —                           | —                      | —                          | 1er tour T. Johansson      | —                        | —                        | —                       | —                         | —                        |
| 2007  | —                           | —                      | —                          | —                          | —                        | 1/8 de finale R. Federer | —                       | —                         | —                        |
| 2008  | 2e tour P.-H. Mathieu       | —                      | —                          | —                          | —                        | —                        | —                       | 1er tour G. Monfils       | —                        |
| 2009  | 1er tour B. Reynolds        | —                      | 1/8 de finale A. Murray    | 2e tour G. Simon           | 2e tour G. Simon         | —                        | —                       | 2e tour N. Djokovic       | —                        |
| 2010  | 2e tour J. Mónaco           | 1er tour Lu Y.-h.      | 1er tour M. Llodra         | 1er tour A. Seppi          | 1er tour P. Petzschner   | 2e tour N. Davydenko     | —                       | —                         | 2e tour D. Ferrer        |
| 2011  | 1er tour N. Davydenko       | 1er tour R. Štěpánek   | 2e tour V. Troicki         | 1er tour S. Wawrinka       | —                        | 1er tour J.-W. Tsonga    | 2e tour J. Blake        | 1er tour F. Mayer         | 1er tour I. Dodig        |
| 2012  | —                           | —                      | 2e tour R. Haase           | 2e tour M. Granollers      | 1er tour G. Simon        | 2e tour Kohlschreiber    | 1er tour F. Mayer       | 1er tour M. Baghdatís     | —                        |
| 2013  | 2e tour N. Djokovic         | 3e tour D. Ferrer      | 1/2 finale N. Djokovic     | 2e tour R. Nadal           | 1er tour M. Youzhny      | 2e tour E. Gulbis        | 1er tour R. Štěpánek    | 1/8 de finale N. Djokovic | 2e tour G. Dimitrov      |
| 2014  | 1/8 de finale A. Dolgopolov | 1/8 de finale R. Nadal | 1/8 de finale J.-W. Tsonga | 1er tour L. Rosol          | 1er tour A. Dolgopolov   | 2e tour K. Anderson      | 1/4 de finale M. Raonic | 1er tour Wang C.          | 2e tour L. Pouille       |
| 2015  | 2e tour A. Mannarino        | 2e tour J. Sock        | 2e tour G. Dimitrov        | 1/8 de finale T. Berdych   | 2e tour G. Dimitrov      | 1er tour G. Monfils      | 1er tour T. Kokkinakis  | 2e tour K. Anderson       | 1er tour B. Tomic        |
| 2016  | —                           | —                      | 1er tour P. Lorenzi        | 1er tour G. García         | 2e tour K. Nishikori     | 2e tour J. Donaldson     | 1er tour J. Isner       | 2e tour N. Djokovic       | 1er tour P. Carreño      |
| 2017  | 3e tour P. Cuevas           | 1/2 finale R. Nadal    | 1er tour P. Carreño        | 1/8 de finale A. Zverev    | 2e tour R. Nadal         | —                        | 2e tour D. Thiem        | 1/8 de finale R. Nadal    | —                        |
| 2018  | 2e tour J. Chardy           | 3e tour N. Kyrgios     | 2e tour J.-L. Struff       | 1/4 de finale R. Nadal     | 1er tour L. Mayer        | 2e tour D. Shapovalov    | —                       | —                         | 1/8 de finale R. Federer |
| 2019  | 2e tour R. Albot            | 3e tour R. Bautista    | Victoire D. Lajović        | 1/8 de finale S. Tsitsipás | 1/8 de finale D. Thiem   | 1/4 de finale R. Nadal   | —                       | 1/4 de finale D. Medvedev | 2e tour D. Shapovalov    |
| 2020  | n.o.                        | n.o.                   | n.o.                       | 2e tour U. Humbert         | n.o.                     | n.o.                     | —                       | n.o.                      | —                        |
| 2021  | 3e tour S. Tsitsipás        | 2e tour S. Korda       | 1/4 de finale C. Ruud      | 1er tour K. Nishikori      | 2e tour M. Berrettini    | 2e tour A. Rublev        | 2e tour G. Pella        | n.o.                      | 1er tour M. Fucsovics    |
| 2022  | 2e tour Forfait             | 3e tour N. Kyrgios     | 2e tour S. Tsitsipás       | 2e tour J. Sinner          | 1er tour N. Basilashvili | 1er tour H. Rune         | 2e tour A. Rublev       | n.o.                      | 2e tour G. Dimitrov      |
| 2023  | 1er tour B. Shelton         | 1er tour J.-L. Struff  | —                          | 3e tour H. Rune            | —                        | —                        | —                       | 1er tour T. Kokkinakis    | —                        |
| 2024  | 2e tour S. Báez             | —                      | —                          | 2e tour T. Fritz           | —                        | —                        | —                       | 2e tour T. Paul           | 1er tour A. Bublik       |
| 2025  | —                           | —                      | 1er tour F. Cerúndolo      | 1er tour J. Fearnley       | 1er tour L. Djere        | —                        | —                       | —                         | —                        |

N.B. : sous le résultat se trouve le nom de l’ultime adversaire.

## Participation auxMasters

### En double
| Année | Ville              | Surface    | Partenaire     | Résultats | Résultat final    |
| ----- | ------------------ | ---------- | -------------- | --------- | ----------------- |
| 2015  | Londres (O2 Arena) | Dur indoor | Simone Bolelli | 1v, 2d    | Éliminé en poules |

## Victoires sur le top 10
Toutes ses victoires sur des joueurs classés dans le top 10 de l'ATP lors de la rencontre.
| Légende         |
| Grand Chelem    |
| Masters         |
| Jeux olympiques |
| Masters 1000    |
| ATP 500         |
| ATP 250         |
| Coupe Davis     |

| #  | F. F.  | Tournoi        | Année | Surface      | Adversaire            | Rang  | Tour   | Score                   |
| -- | ------ | -------------- | ----- | ------------ | --------------------- | ----- | ------ | ----------------------- |
| 1  | no 80  | Wimbledon      | 2010  | Gazon        | Fernando Verdasco     | no 9  | 1/64   | 7-69, 6-2, 66-7, 6-4    |
| 2  | no 32  | Monte-Carlo    | 2013  | Terre battue | Tomáš Berdych         | no 6  | 1/8    | 6-4, 6-2                |
| 3  | no 32  | Monte-Carlo    | 2013  | Terre battue | Richard Gasquet       | no 9  | 1/4    | 7-60, 6-2               |
| 4  | no 13  | Coupe Davis    | 2014  | Terre battue | Andy Murray           | no 8  | 1/4    | 6-3, 6-3, 6-4           |
| 5  | no 28  | Rio de Janeiro | 2015  | Terre battue | Rafael Nadal          | no 3  | 1/2    | 1-6, 6-2, 7-5           |
| 6  | no 30  | Barcelone      | 2015  | Terre battue | Rafael Nadal          | no 4  | 1/8    | 6-4, 7-66               |
| 7  | no 32  | US Open        | 2015  | Dur          | Rafael Nadal          | no 8  | 1/16   | 3-6, 4-6, 6-4, 6-3, 6-4 |
| 8  | no 43  | Indian Wells   | 2017  | Dur          | Jo-Wilfried Tsonga    | no 8  | 1/32   | 7-64, 3-6, 6-4          |
| 9  | no 40  | Miami          | 2017  | Dur          | Kei Nishikori         | no 4  | 1/4    | 6-4, 6-2                |
| 10 | no 29  | Rome           | 2017  | Terre battue | Andy Murray           | no 1  | 1/16   | 6-2, 6-4                |
| 11 | no 21  | Rome           | 2018  | Terre battue | Dominic Thiem         | no 8  | 1/16   | 6-4, 1-6, 6-3           |
| 12 | no 15  | Cabo San Lucas | 2018  | Dur          | Juan Martín del Potro | no 4  | Finale | 6-4, 6-2                |
| 13 | no 18  | Monte-Carlo    | 2019  | Terre battue | Alexander Zverev      | no 3  | 1/8    | 7-66, 6-1               |
| 14 | no 18  | Monte-Carlo    | 2019  | Terre battue | Rafael Nadal          | no 2  | 1/2    | 6-4, 6-2                |
| 15 | no 12  | Shanghai       | 2019  | Dur          | Karen Khachanov       | no 9  | 1/8    | 6-3, 7-5                |
| 16 | no 130 | Roland-Garros  | 2023  | Terre battue | Félix Auger-Aliassime | no 10 | 1/64   | 6-4, 6-4, 6-3           |
| 17 | no 94  | Wimbledon      | 2024  | Gazon        | Casper Ruud           | no 8  | 1/32   | 6-4, 7-5, 61-7, 6-3     |

## Matchs importants

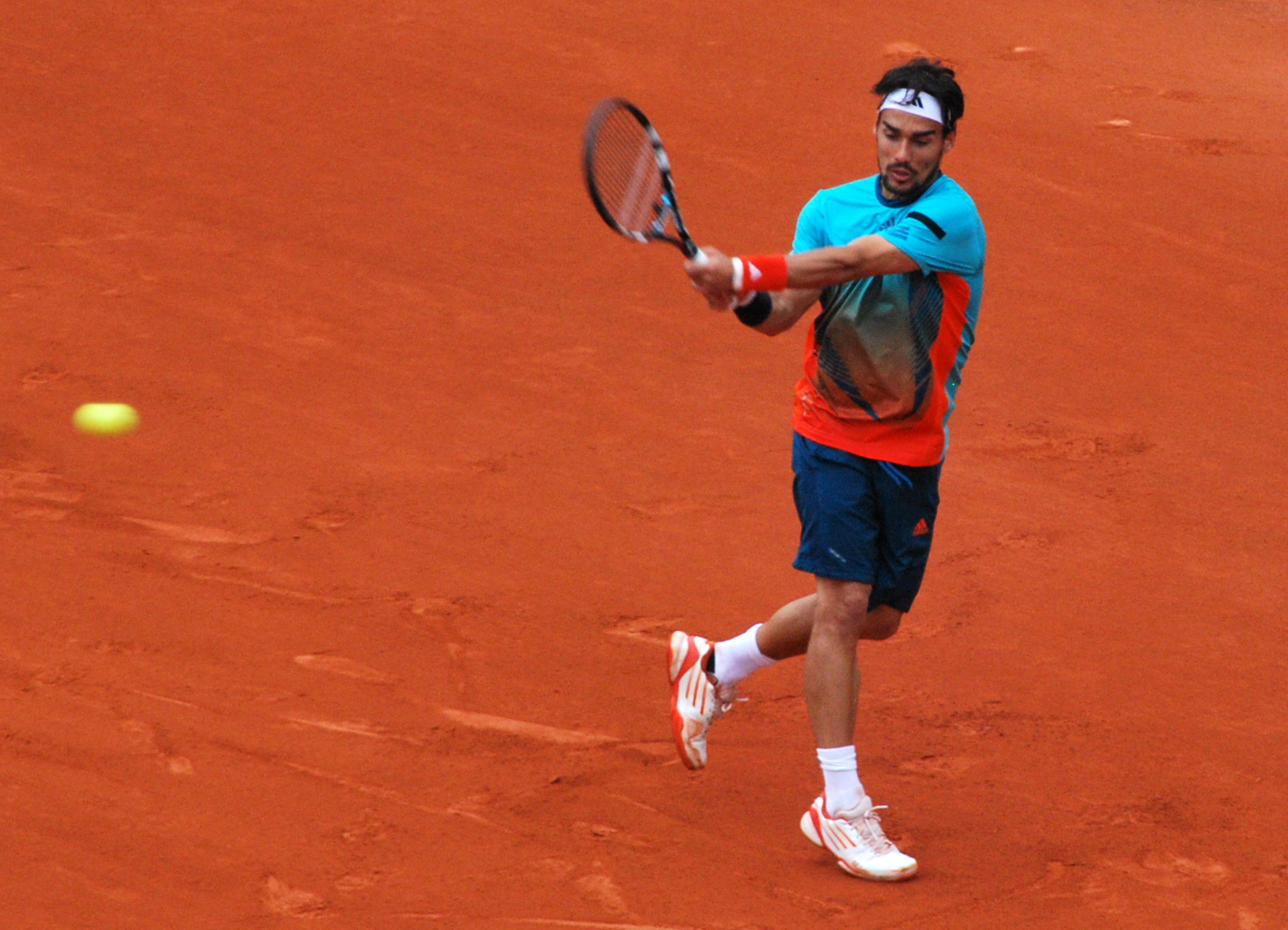
Fabio Fognini à Roland-Garros en 2012.

Quelques matchs marquants de la carrière de Fabio Fognini :
- Roland-Garros 2010 (2e tour) : bat Gaël Monfils (2-6, 4-6, 7-5, 6-4, 9-7), 15e mondial. Première victoire de l'Italien face au Français en deux confrontations après une remontée de deux sets à zéro et 4 h 16 de jeu. Ce match, le plus tardif de l'histoire du tournoi, a été joué en deux jours à cause d'une interruption due à l'obscurité et les joueurs étaient épuisés physiquement.
- Roland-Garros 2011 (1/8 de finale) : bat Albert Montañés (4-6, 6-4, 3-6, 6-3, 11-9), 38e mondial. Première victoire de sa carrière au quatrième tour de Roland-Garros de l'Italien à la suite d'un match de 4 h 22 remporté face à un spécialiste de terre battue en étant blessé à la cuisse et ne pouvant plus servir et se déplacer correctement. Cette victoire a néanmoins débouché sur un forfait en quart de finale qui devait l'opposer à Novak Djokovic.
- Tournoi de tennis de Roumanie (ATP 2012) (finale) : perd contre Gilles Simon (4-6, 3-6), 12e mondial, pour la quatrième fois d'affilée. Première finale de sa carrière perdue en 1 h 50 de match.
- Tournoi de tennis de Saint-Pétersbourg (ATP 2012) (finale) : perd contre Martin Kližan (4-6, 3-6), 45e mondial, à l'occasion de leur première confrontation. Seconde finale de sa carrière perdue en tout juste 1 h 9 de match et il s'agit ici du premier titre de son adversaire.
- Masters de Monte-Carlo 2013 (1/4 de finale) : bat Richard Gasquet (7-60, 6-2), 9e mondial, pour la première fois en trois confrontations. Grâce à une victoire au tour précédent contre Tomáš Berdych, un joueur faisant partie du top 10, il remporte alors pour la troisième fois un match face à un top 10 et accède également aux demies d'un Masters 1000 pour la première fois de sa carrière.
- Tournoi de Stuttgart 2013 (finale) : bat Philipp Kohlschreiber (5-7, 6-4, 6-4), 25e mondial, pour la première fois en trois confrontations. L'Italien s'offre alors son premier titre sur le circuit ATP après un match intense.

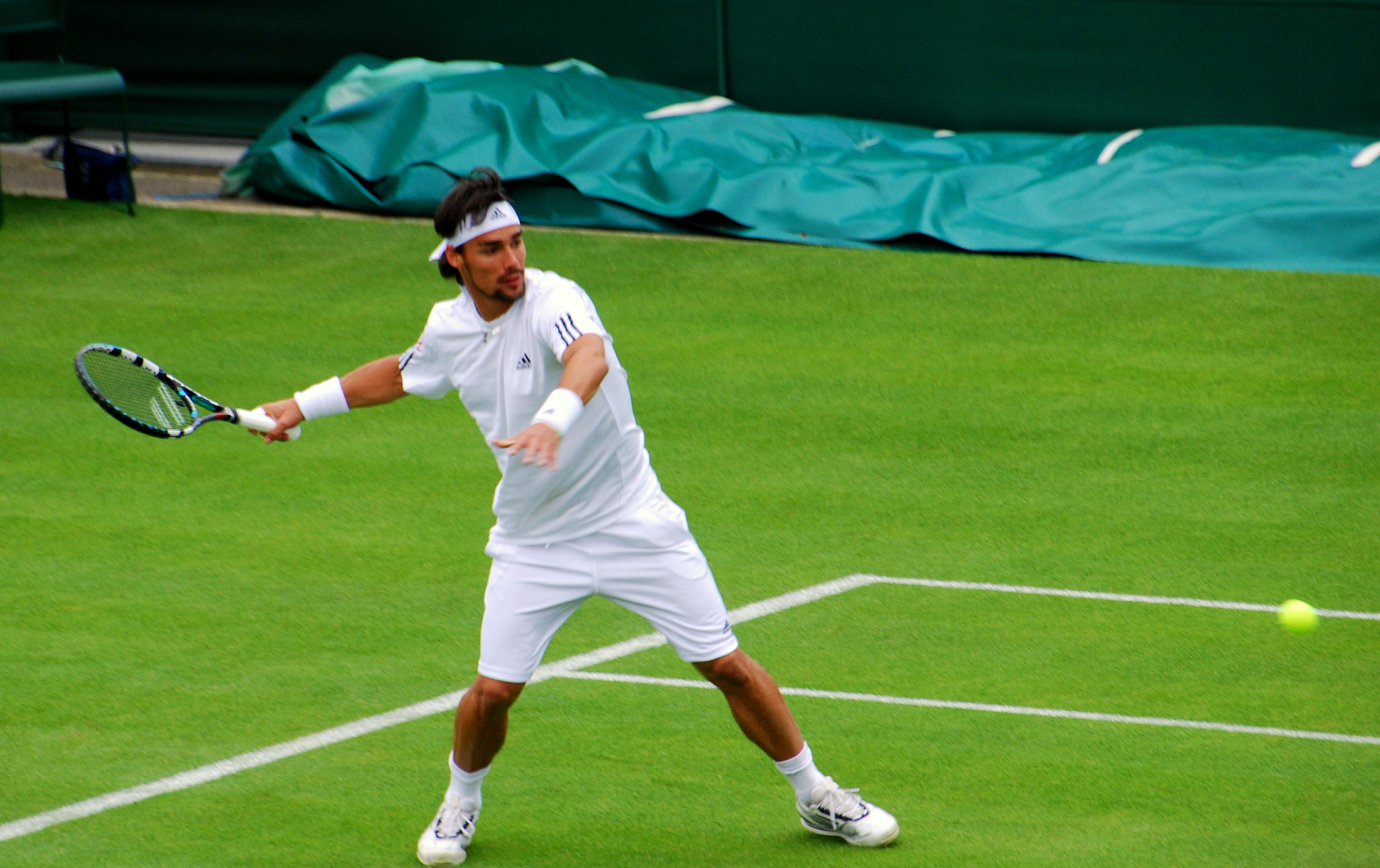
Fabio Fognini au tournoi de Wimbledon en 2013.

- Tournoi de Hambourg (finale) : bat Federico Delbonis (4-6, 7-68, 6-2), 114e mondial. Fognini remporte le deuxième titre de sa carrière seulement une semaine après le premier lors d'un match durant lequel il a écarté trois balles de match avant de s'imposer en 2 h 27.
- Tournoi de tennis d'Umag (ATP 2013) (demi-finale) : bat Gaël Monfils (6-0, 3-6, 7-63), 56e mondial. L'Italien a remporté le match au tie-break en sauvant trois balles de match après avoir mené 5-0 et s'être fait remonter au score par le Français dans le set décisif.
- Tournoi de tennis d'Umag (ATP 2013) (finale) : perd face à Tommy Robredo (0-6, 3-6), 28e mondial, pour la quatrième fois en cinq rencontres. Cette défaite met fin à une série de treize victoires consécutives et il s'agit alors de sa troisième finale perdue.
- Open de Chine 2013 (1/4 de finale) : perd contre Rafael Nadal (6-2, 4-6, 1-6), 2e mondial, pour la troisième fois consécutive. L'Italien menait notamment 6-2, 4-1 avant de se faire remonter par le gaucher espagnol, qui effectue un brillant retour sur le circuit cette saison après une blessure, et de finalement s'incliner au terme d'un match de 2 h 15.
- Tournoi de tennis du Chili (ATP 2014) (finale) : gagne face à Leonardo Mayer (6-2, 6-4), 91e mondial, et ajoute alors un troisième titre à son palmarès.
- Tournoi de tennis de Munich (ATP 2014) (finale) : perd contre Martin Kližan (6-2, 1-6, 2-6), 111e mondial, issu des qualifications. Alors qu'il avait le match en main après le gain du premier set, il « pète un plomb » à la suite de difficultés face à son adversaire, perdant ainsi sa concentration et puis le match. Il s'agit donc de la seconde finale contre le même adversaire montrant les frasques et dérapages mentaux de Fognini.
- Open de Rio de Janeiro 2015 (1/2 finale) : gagne contre Rafael Nadal (1-6, 6-2, 7-5) alors tenant du titre et tête de série no 1. L'Italien restait sur quatre défaites consécutives face à l'Espagnol. Il s'agit également de sa première victoire face à un membre du top 5 lors de sa 24e tentative, à la suite d'un match à suspense où Nadal a fini au bord des crampes en fin de rencontre.
- Open de Barcelone 2015 (1/8 de finale) : gagne contre Rafael Nadal (6-4, 7-66) alors tête de série no 2 et 4e mondial. L'Italien gagne son deuxième match consécutif contre l'Espagnol qui est en manque de confiance et est dans une mauvaise passe même sur terre battue.
- US Open 2015 (3e tour) : bat Rafael Nadal (3-6, 4-6, 6-4, 6-3, 6-4). Mené 2 sets à 0, l'Italien réalise l'un de ses plus beaux tennis, en infligeant à l'Espagnol 70 coups gagnants pour empocher les 3 dernières manches et se défaire de « Rafa », l'empêchant ainsi de remporter, dans la même année, un tournoi du Grand Chelem, une première depuis 11 ans.
- Masters de Rome 2017 (2e tour) : bat Andy Murray (6-2, 6-4). Fognini signe sa première victoire sur un no 1 mondial en carrière, et le premier Italien à le faire depuis 10 ans.

## Dans le monde du tennis

### Entraîneurs
Quatre entraîneurs se sont succédé au sein de la carrière de Fabio Fognini : Leonardo Caperchi, Óscar Serrano, José Perlas et Franco Davín.
Fabio Fognini, jeune espoir du tennis italien très peu mature mais doté d'un fort potentiel, était entraîné par Leonardo Caperchi depuis 2000, alors qu'il n'était pas encore joueur professionnel. Leur collaboration s'acheva trois ans après son entrée dans le circuit professionnel, en mai 2007. C'est ensuite avec l'ancien joueur de tennis Óscar Serrano Gámez (professionnel entre 1996 et 2005) qu'il travaille. Ce dernier lui a permis d'ajouter trois titres en Challenger et de finalement arriver à franchir un cap en atteignant les quarts de finale dans un tournoi du Grand Chelem (Roland-Garros 2011).
En 2012, Fabio Fognini, cherchant à améliorer son jeu et son classement, met fin à son contrat avec Serrano et choisit de coopérer avec José Perlas, ex-entraîneur de Carlos Moyà, Juan Carlos Ferrero, Guillermo Coria, Nicolás Almagro et Janko Tipsarević,. C'est avec cet entraîneur faisant partie de l'ATP, de même que les deux précédents, que Fognini a obtenu ses meilleurs résultats entre 2012 et 2015, avec trois titres et six finales perdues. Ce succès est le résultat d'un travail plus intensif et plus rigoureux, notamment sur le plan mental, malgré une fatigue constante due à la durée des saisons et à l'entraînement. Par ailleurs, ce n'est pas le talent de l'Italien qui a séduit Perlas puisque de nombreux joueurs du circuit sont talentueux mais sa combativité et la souffrance qu'éprouve Fognini sur le court.

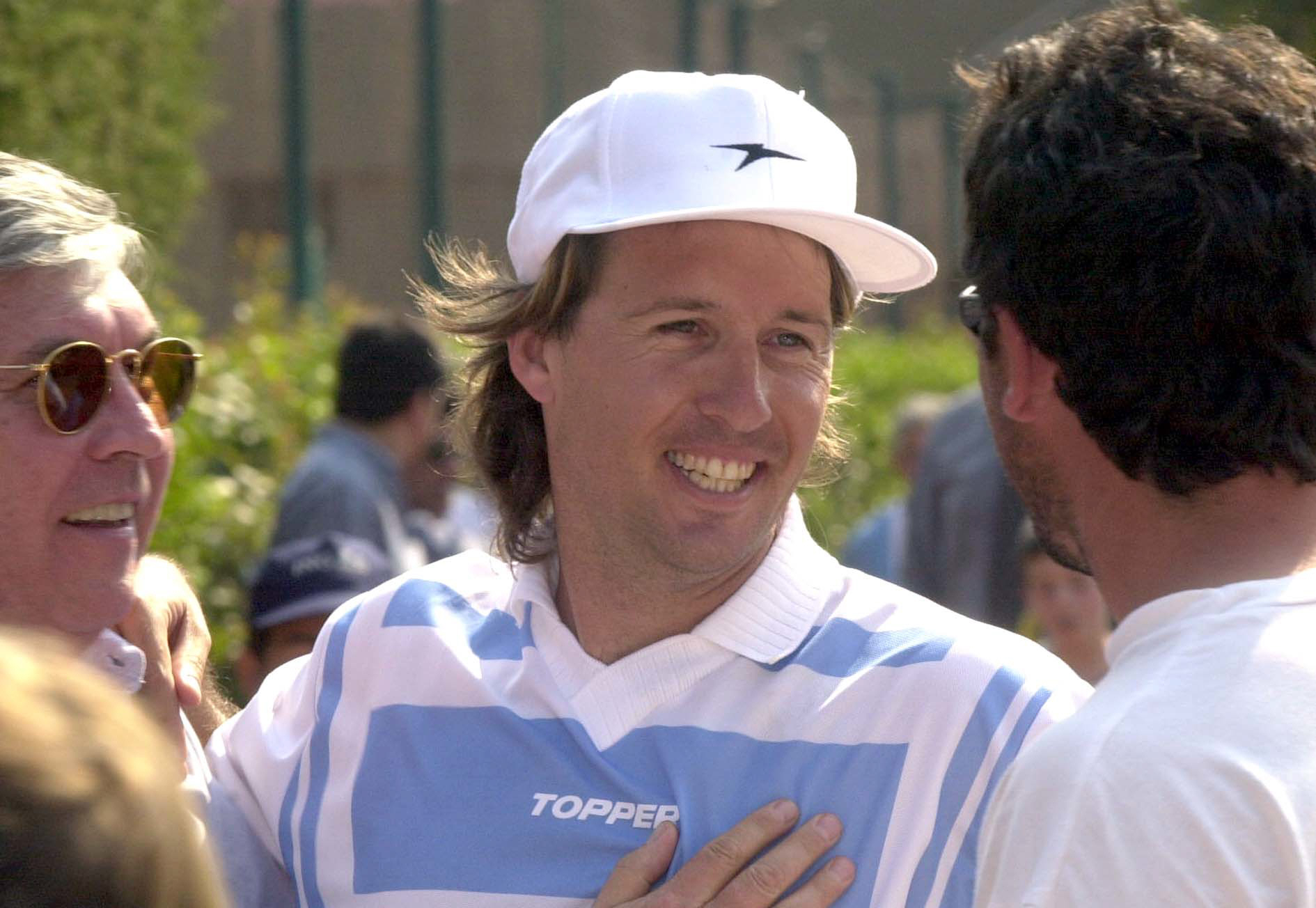
Franco Davín (2009).

Dans une interview datant d'octobre 2013, José Perlas a révélé que Fognini remplissait toutes les conditions pour figurer parmi les dix premiers joueurs mondiaux et qu'il travaillait beaucoup pour essayer d'y parvenir mais qu'il était en même temps difficile de gérer la pression que lui imposait indirectement l'Italie, où les espoirs et les attentes à son égard deviennent de plus en plus vifs. En outre, toujours selon Perlas, Fognini doit pallier une difficulté physique qui le handicape au tennis : l'espace entre ses os est plus étroit que la norme. Cette caractéristique congénitale, qui provoque des inflammations et des douleurs dues au frottement entre les os lors de l'effort, a surtout des conséquences néfastes au niveau de la hanche et du poignet.
Au début du mois de novembre 2016, Fabio Fognini met fin à sa collaboration avec José Perlas et engage Franco Davín qui a notamment entraîné Juan Martín del Potro.
Fin novembre 2020, après quatre années, il met un terme à sa collaboration avec Franco Davín et s'entraîne désormais avec Alberto Mancini, ancien capitaine de l'équipe argentine de Coupe Davis.

### Confrontations avec ses principaux adversaires
Confrontations lors des différents tournois ATP et en Coupe Davis avec ses principaux adversaires (6 confrontations minimum et avoir été membre du top 10). Classement par pourcentage de victoires. Situation au 11 mai 2023 :
Les joueurs retraités sont en gris.
| Joueur                | Meilleur classement | Confrontations | Victoires | Défaites | Pourcentage de victoires | Dernière confrontation                                  |
| --------------------- | ------------------- | -------------- | --------- | -------- | ------------------------ | ------------------------------------------------------- |
| David Ferrer          | 3                   | 11             | 0         | 11       | 0                        | défaite (3-6, 4-6) au tournoi de Chine 2016             |
| Novak Djokovic        | 1                   | 8              | 0         | 8        | 0                        | défaite (3-6, 3-6) au Masters de Shanghai 2016          |
| Stanislas Wawrinka    | 3                   | 6              | 1         | 5        | 16,7                     | défaite (62-7, 0-6, 2-6) à Roland-Garros 2017           |
| Pablo Carreño Busta   | 10                  | 10             | 2         | 8        | 20                       | défaite (1-6, 1-6) au tournoi de Naples 2022            |
| Rafael Nadal          | 1                   | 18             | 4         | 14       | 22,2                     | défaite (6-2, 4-6, 2-6, 1-6) à l'US Open 2022           |
| Grigor Dimitrov       | 3                   | 7              | 2         | 5        | 28,6                     | défaite (0-6, 5-7) au Masters de Paris-Bercy 2022       |
| Jo-Wilfried Tsonga    | 5                   | 6              | 2         | 4        | 33,3                     | victoire (6-3, 6-4) au Masters de Rome 2019             |
| Ernests Gulbis        | 10                  | 6              | 2         | 4        | 33,3                     | victoire (6-3, 4-6, 6-3) au tournoi de Gstaad 2017      |
| Fernando Verdasco     | 7                   | 7              | 3         | 4        | 42,9                     | victoire (6-1, 4-6, 7-5) au tournoi de Båstad 2018      |
| Nicolás Almagro       | 9                   | 7              | 3         | 4        | 42,9                     | victoire (6-4, 1-6, 7-65) au tournoi du Chili 2014      |
| Andrey Rublev         | 5                   | 11             | 5         | 6        | 45,5                     | défaite (7-67, 63-7, 2-6) au Masters de Cincinnati 2022 |
| Gaël Monfils          | 7                   | 8              | 4         | 4        | 50                       | victoire (6-3, 6-1) au Masters de Rome 2018             |
| Tommy Robredo         | 5                   | 10             | 5         | 5        | 50                       | victoire (6-2, 6-4) au tournoi de Rio de Janeiro 2017   |
| Andy Murray           | 1                   | 9              | 5         | 4        | 55,6                     | victoire (6-4, 4-6, 6-4) au Masters de Rome 2023        |
| Roberto Bautista-Agut | 10                  | 10             | 7         | 3        | 70                       | victoire (7-65, 6-4, 4-6, 6-1) à Roland-Garros 2019     |

Ce bilan ne prend pas en compte les confrontations en qualifications, en Challenger, Futures, ou durant le parcours junior des joueurs.

## Classements ATP en fin de saison
| Année          | 2003 | 2004 | 2005 | 2006 | 2007 | 2008 | 2009 | 2010 | 2011 | 2012 | 2013 | 2014 | 2015 | 2016 | 2017 | 2018 | 2019 | 2020 | 2021 | 2022 | 2023 | 2024 |
| Rang en simple | 1082 | 786  | 302  | 249  | 94   | 92   | 54   | 55   | 48   | 45   | 16   | 20   | 21   | 49   | 27   | 13   | 12   | 17   | 37   | 55   | 107  | 91   |
| Rang en double | 1040 | 1334 | 1656 | 374  | 490  | 133  | 211  | 138  | 34   | 110  | 36   | 57   | 10   | 177  | 96   | 78   | 148  | 142  | 107  | 23   | 132  | 1009 |

Source : (en) Classements de Fabio Fognini sur le site officiel de la Fédération internationale de tennis

## En dehors des courts

### Équipements et sponsors

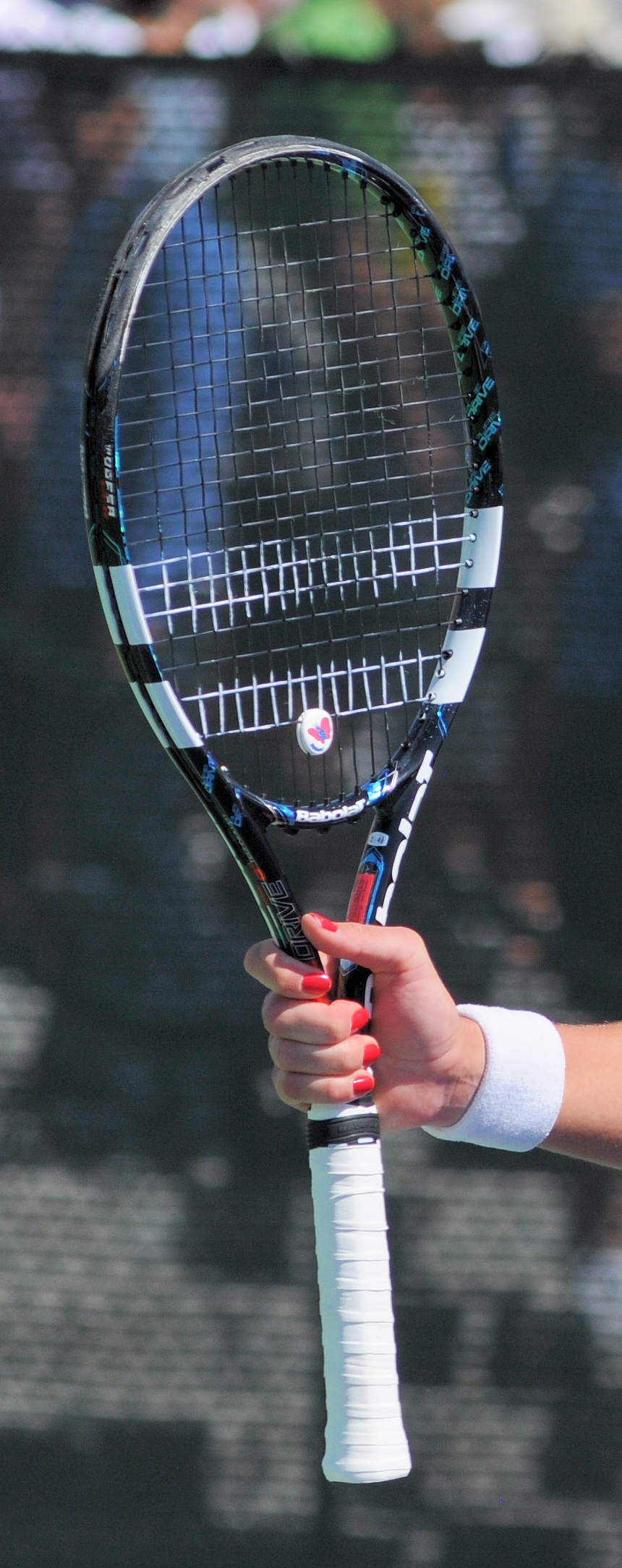
La version 2012 de la Babolat Pure Drive Plus.

Fabio Fognini jouait auparavant avec une version antérieure de sa raquette actuelle, la Babolat Pure Drive GT, tout comme Andy Roddick ou encore Julien Benneteau. L'Italien utilise actuellement lors de tous ses matchs la raquette Babolat Pure Drive Plus depuis 2012. Celle-ci, relativement légère, pèse seulement 317 grammes une fois cordée et change de version chaque année. De même que Rafael Nadal, il est muni d'un cordage Babolat RPM Blast fait de monofilament en co-polyester high-density, qui lui permet de trouver de l'effet, surtout lifté, et du contrôle même si la raquette privilégie la puissance.
À son arrivée sur le circuit professionnel, Fognini portait les vêtements et les chaussures de la marque italienne Fila. Entre 2011 et 2017, il arborait les tenues de l'équipementier allemand Adidas. Il est désormais sponsorisé par la marque italienne Hydrogen. Il était aussi ambassadeur de la firme sud-coréenne Kia Motors.Il arbore désormais la marque italienne emporia armani depuis 2019.

### Personnalité

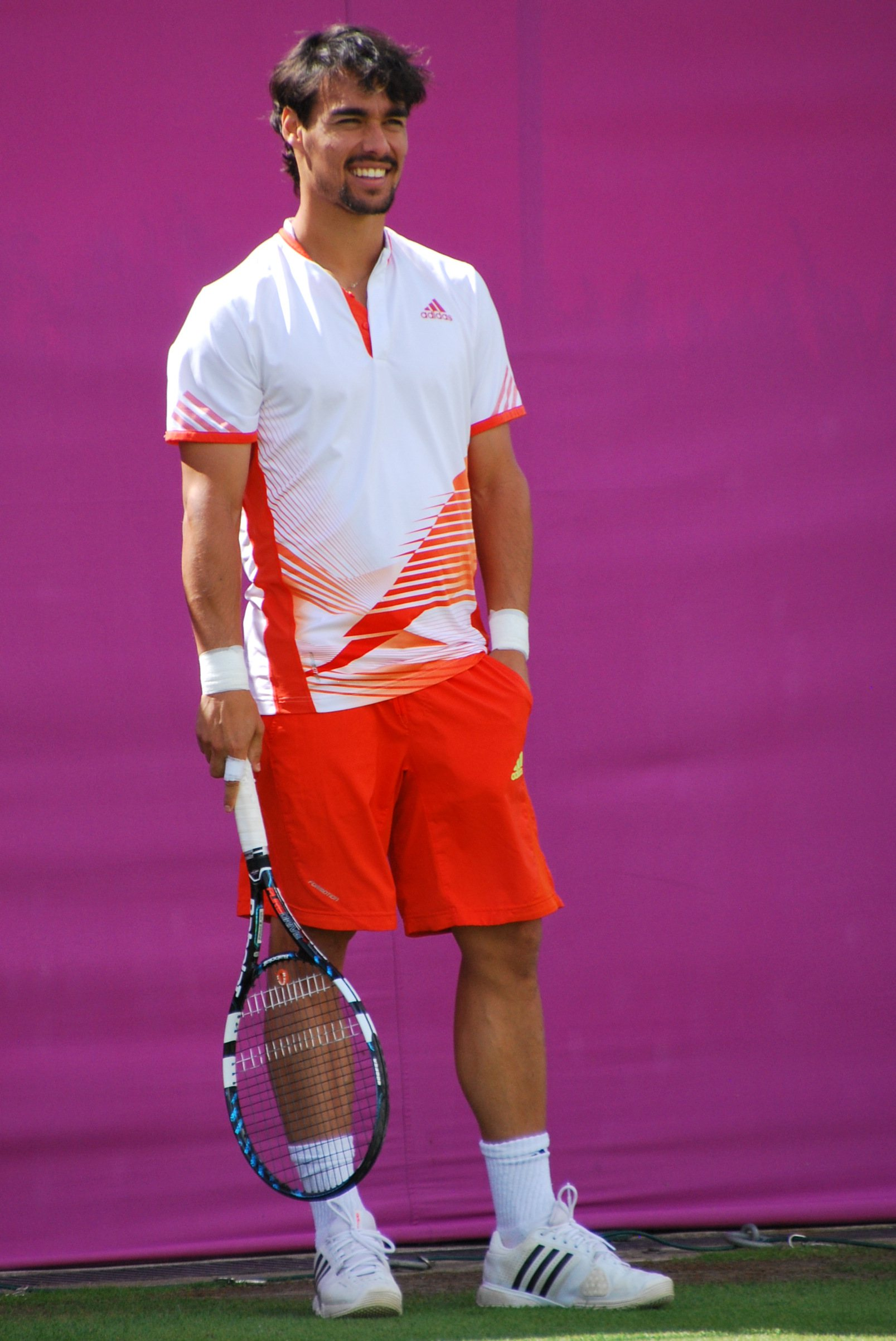
Fabio Fognini (2012).

Majoritairement connu en Italie, Fabio Fognini est un joueur réputé pour son attitude colérique, nonchalante et comique sur le court, ce qui fait de lui une personnalité très atypique par rapport aux autres joueurs du circuit, qui sont sérieusement impliqués tout au long de leurs matchs. En effet, s'énervant souvent à la perte d'un point important, il lui arrive d'agir en conséquence avec peu de professionnalisme et de manière théâtrale lorsque le score n'est pas en sa faveur, comportement qui peut irriter ses adversaires, les arbitres de chaise quels qu'ils soient, et provoquer l'amusement du public qui ne peut s'empêcher de rire ou de huer. 

Cependant, fait totalement paradoxal, il est peu à l'aise avec les personnes qu'il ne connaît pas, du fait de sa timidité. Il ne participe donc qu'à peu d'interviews. Étant un joueur peu compris des passionnés de tennis,, ceux-ci le comparent souvent à un acteur digne de la commedia dell'arte en raison de son attitude presque surjouée. Au contraire, l'entraîneur italien et ancien joueur de tennis professionnel Claudio Pistolesi, qui le connaît très bien, affirme que : 

« Si vous ne connaissez pas très bien Fabio, vous voulez l'étrangler . »

Sa devise italienne favorite « Non Mollare Mai », qu'il s'est fait tatouer sur la peau et qui signifie « Ne jamais renoncer » en français, prouve sa relative combativité sur le court mais ne justifie pas le fait qu'il ait abandonné à plusieurs reprises dans des matchs qui pouvaient être gagnés, à moins d'essayer. Fognini est considéré par ses pairs et les médias comme étant une personne sympathique et autocritique,, même s'il est sujet à de nombreuses critiques de la part de la presse italienne à la suite d'une défaite ayant pour seule cause son comportement dérisoire sur le court.

### Vie privée

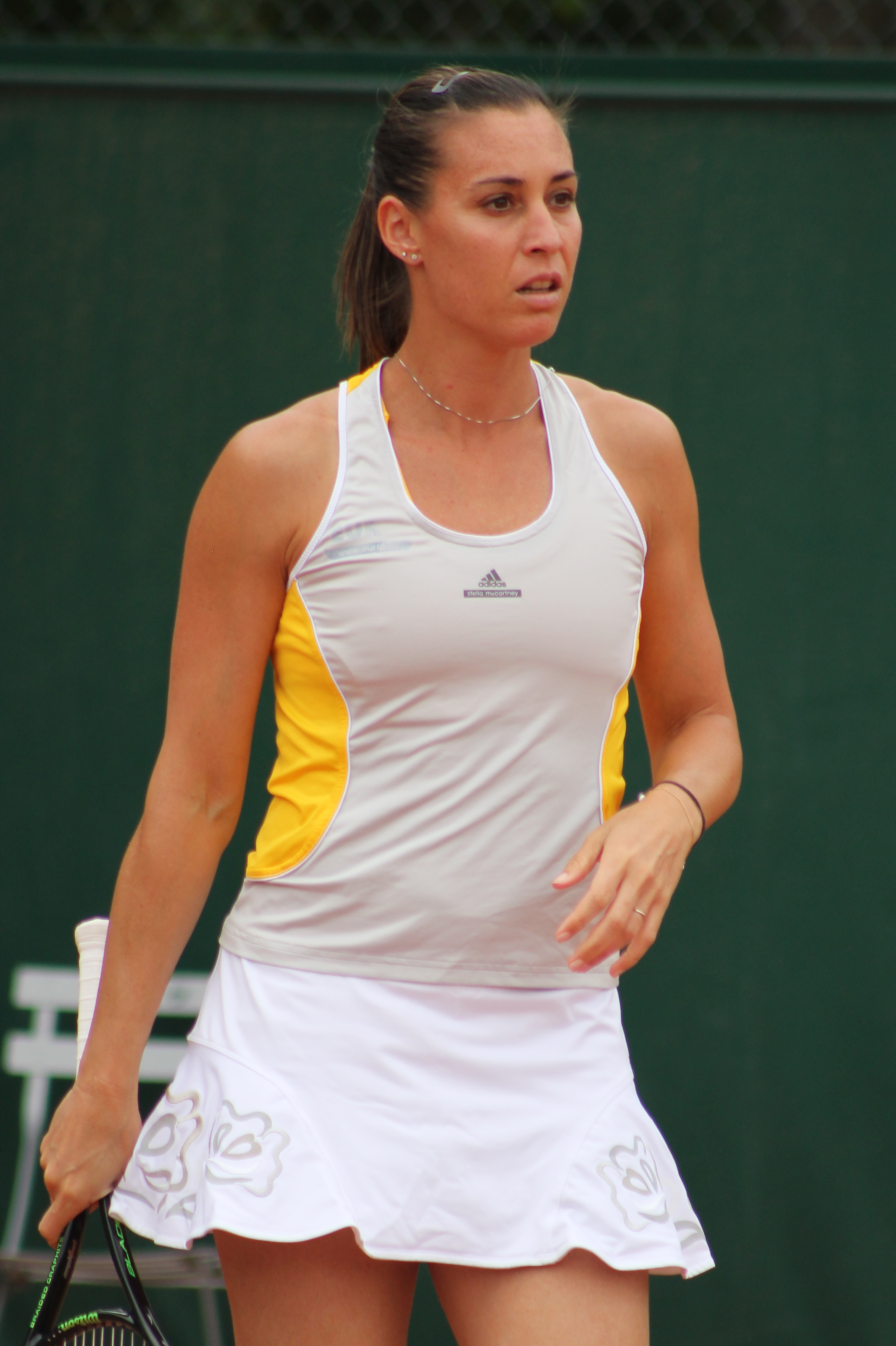
Flavia Pennetta en 2015.

Fabio Fognini réside actuellement avec sa famille dans la commune italienne de Taggia. Toutefois, pendant les périodes d'entraînement, il séjourne à Barcelone, où se trouve le centre de formation auquel il est rattaché.
Il a longtemps entretenu une relation avec un mannequin bulgare italophone connue sous le nom de Svetoslava Simeonova Lozanova ; elle avait notamment l'habitude de l'encourager lors de ses matchs les plus importants. La joueuse de tennis italienne Flavia Pennetta, de cinq ans son aînée, a cependant révélé qu'il était son compagnon lors du Masters d'Indian Wells, le 15 mars 2014,. Ils se sont mariés le 11 juin 2016. Leur fils, Federico, naît le 19 mai 2017 à Barcelone.

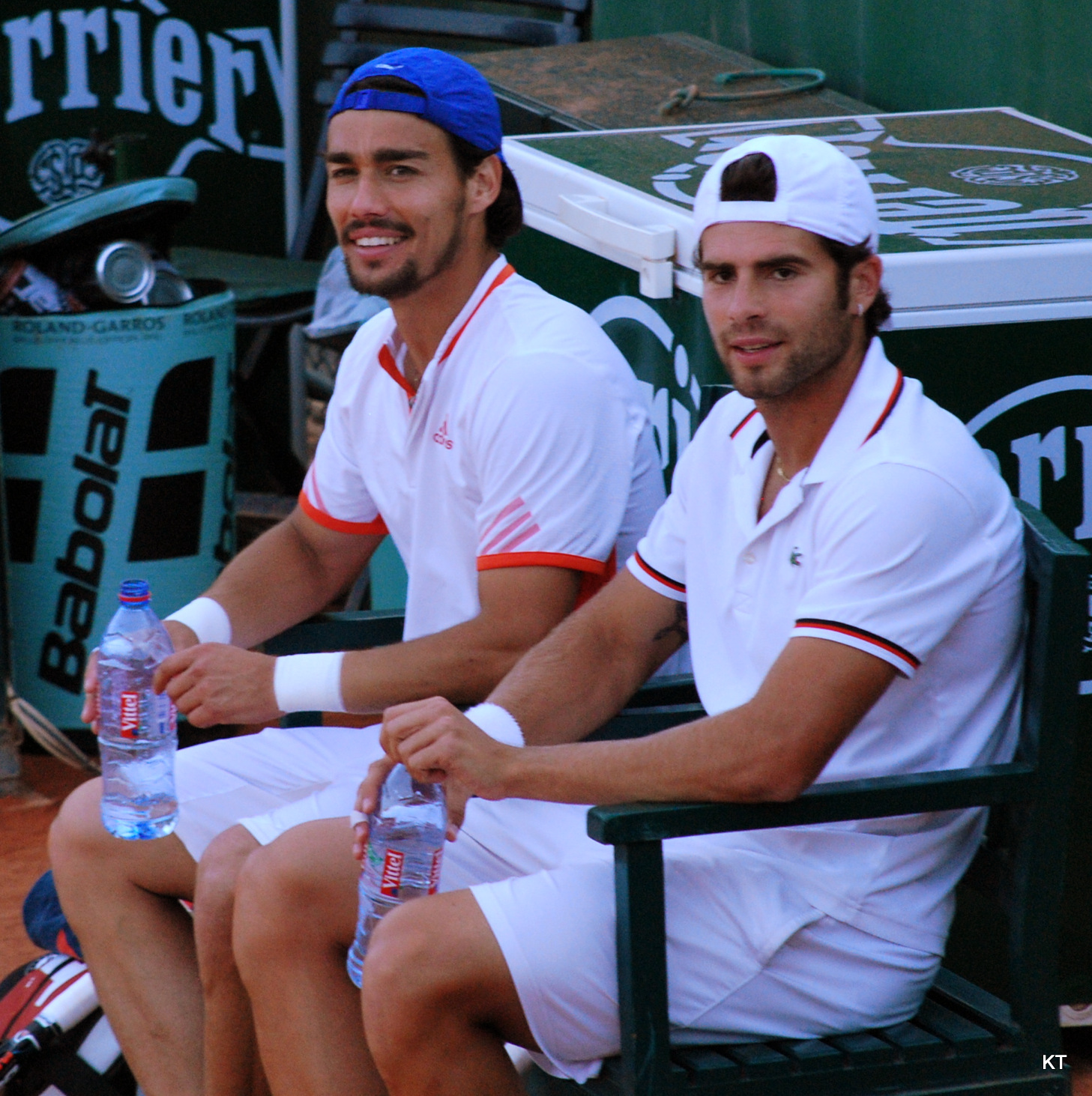
Fabio Fognini et Simone Bolelli en 2012.

Ses principales occupations, excepté le tennis, sont le football, la musique et naviguer sur internet, étant présent sur Facebook et Twitter. Il suit le championnat italien de football et il est fan du FC Internazionale Milano ainsi que du Genoa Cricket and Football Club. Sa chanson préférée est I Don't Want to Miss a Thing composée par Diane Warren et adoptée par le groupe hard rock Aerosmith,.
Ses idoles sont Valentino Rossi concernant la discipline sportive motocycliste, Iván Zamorano, Marco Materazzi et Luís Figo concernant le football ainsi que Carlos Moyà pour le tennis. Il entretient de très bonnes relations d'amitié avec Simone Bolelli, Potito Starace, Andreas Seppi, Novak Djokovic, Rafael Nadal, Carlos Moyà, Nicolás Almagro et Juan Carlos Ferrero,. Il apprécie également Pete Sampras, qui reste parmi ses idoles notables, malgré le fait que leurs styles de jeu soient totalement différents.
Fabio Fognini a décroché un diplôme de comptabilité en 2006 et prévoit d'enrichir sa culture générale une fois sa carrière sportive achevée.

### Engagement humanitaire
En 2014, Fabio Fognini, participant à l'Open du Chili à Viña del Mar, a soutenu une organisation bénévole associée au tournoi nommée TECHO, qui lutte notamment contre la pauvreté dans les villes les plus démunies d'Amérique du Sud. Avec Nicolás Almagro et d'autres bénévoles, il a aidé à la préparation artistique d'un mur près du court central, qui représente le travail communautaire réalisé par cette association.
La même année en août, il pose nu pour le magazine féminin Cosmopolitan dans le cadre de la lutte contre le cancer. Ainsi, il permet à l'association Cancer Research UK de mettre en garde le public à propos des ravages du cancer.